# Deputati della XVIII legislatura della Repubblica Italiana
Questo elenco riporta i nomi dei deputati della XVIII legislatura della Repubblica Italiana dopo le elezioni politiche del 2018.

## Consistenza dei gruppi
| Gruppo                                                                | Inizio leg. | Fine 2018 | Fine 2019 | Fine 2020 | Fine 2021 | Fine leg. |
| --------------------------------------------------------------------- | ----------- | --------- | --------- | --------- | --------- | --------- |
| Movimento 5 Stelle                                                    | 222         | 220       | 216       | 191       | 158       | 96        |
| Lega per Salvini Premier                                              | 125         | 125       | 125       | 130       | 133       | 131       |
| Partito Democratico                                                   | 111         | 111       | 88        | 92        | 94        | 97        |
| Forza Italia                                                          | 104         | 105       | 97        | 91        | 79        | 68        |
| Fratelli d'Italia                                                     | 32          | 32        | 35        | 33        | 37        | 40        |
| Liberi e Uguali                                                       | 14          | 14        | 12        | 12        | 12        | 10        |
| Italia Viva                                                           | –           | –         | 29        | 30        | 29        | 32        |
| Coraggio Italia                                                       | –           | –         | –         | –         | 21        | –         |
| Insieme per il futuro - Impegno Civico                                | –           | –         | –         | –         | –         | 49        |
| Gruppo misto                                                          | 22          | 22        | 27        | 50        | 66        | 107       |
| • MAIE ➥ MAIE - PSI - Facciamo Eco                                    | 6           | 6         | 3         | 3         | 8         | 5         |
| • Civica Popolare - AP - PSI - Area Civica                            | 4           | 4         | –         | –         | –         | –         |
| • Minoranze linguistiche                                              | 4           | 4         | 4         | 4         | 4         | 4         |
| • Noi con l'Italia ➥ Noi con l'Italia - USEI - Rinascimento - ADC     | 4           | 4         | 10        | 12        | 5         | 5         |
| • +Europa - Centro Democratico ➥ Centro Democratico                   | 3           | 3         | 3         | 4         | 6         | 5         |
| • Sogno Italia - 10 Volte Meglio                                      | –           | –         | –         | –         | –         | –         |
| • Popolo Protagonista - Alternativa Popolare                          | –           | –         | –         | 3         | –         | –         |
| • Azione - +Europa - Radicali Italiani                                | –           | –         | –         | 4         | 3         | 6         |
| • Alternativa                                                         | –           | –         | –         | –         | 16        | 14        |
| • Facciamo Eco - Federazione dei Verdi                                | –           | –         | –         | –         | –         | –         |
| • Manifesta - Potere al Popolo - Partito della Rifondazione Comunista | –           | –         | –         | –         | –         | 4         |
| • Europa Verde - Verdi Europei                                        | –           | –         | –         | –         | –         | 5         |
| • Vinciamo Italia - Italia al Centro                                  | –           | –         | –         | –         | –         | 10        |
| • Coraggio Italia                                                     | –           | –         | –         | –         | –         | 11        |
| • Non iscritti ad alcuna componente                                   | 1           | 1         | 7         | 20        | 24        | 38        |
| Vacanti                                                               | –           | 1         | 1         | 1         | 1         | –         |
| Totale                                                                | 630         | 630       | 630       | 630       | 630       | 630       |

1. ↑  Componente operativa dal 18 aprile al 17 dicembre 2019
2. ↑  Componente operativa dal 10 marzo al 29 luglio 2021
3. ↑  Seggio lasciato vacante da Andrea Mura (Misto)
4. ↑  Seggio lasciato vacante da Paolo Gentiloni (PD)
5. ↑  Seggio lasciato vacante da Pier Carlo Padoan (PD)
6. ↑  Seggio lasciato vacante da Roberto Gualtieri (PD)

➥ indica il nome della componente alla fine della legislatura.
Con riferimento alla consistenza delle componenti del gruppo misto, il sito istituzionale della Camera dei deputati fornisce dati contraddittori. Segnatamente:
- nel prospetto relativo alla consistenza dei gruppi a fine legislatura (qui), indica 2 deputati per MAIE - PSI - Facciamo Eco, 17 per Alternativa, 10 per Centro Democratico, 8 per Azione - +Europa - Radicali Italiani, 6 per Noi con l'Italia - USEI - Rinascimento - ADC e 11 per Vinciamo Italia - Italia al Centro;
- nell'elenco dei deputati per componente del gruppo misto (qui), non indica alcun deputato per MAIE - PSI - Facciamo Eco (omettendo del tutto i nominativi dei deputati di tale componente), mentre indica 14 deputati per Alternativa, 5 per Centro Democratico, 6 per Azione - +Europa - Radicali Italiani, 5 per Noi con l'Italia - USEI - Rinascimento - ADC e 10 per Vinciamo Italia - Italia al Centro.

Nel prospetto sopra indicato la consistenza di ciascuna componente è indicata tenuto conto delle modifiche intervenute.

## Composizione storica
| Nominativo                    | Circoscrizione        | Collegio plurinominale     | Collegio uninominale           | Lista/gruppo di elezione   | Gruppo             |
| ----------------------------- | --------------------- | -------------------------- | ------------------------------ | -------------------------- | ------------------ |
| Francesco Acquaroli           | Marche                | Marche - 01                | Proporzionale                  | FDI                        | FDI                |
| Nicola Acunzo                 | Campania 2            | Campania 2 - 03            | 09 - Battipaglia               | M5S                        | M5S                |
| Cosimo Adelizzi               | Campania 2            | Campania 2 - 03            | Proporzionale                  | M5S                        | M5S                |
| Piera Aiello                  | Sicilia 1             | Sicilia 1 - 02             | 08 - Marsala                   | M5S                        | M5S                |
| Davide Aiello                 | Sicilia 1             | Sicilia 1 - 02             | Proporzionale                  | M5S                        | M5S                |
| Roberta Alaimo                | Sicilia 1             | Sicilia 1 - 01             | 03 - Palermo 3                 | M5S                        | M5S                |
| Maria Soave Alemanno          | Puglia                | Puglia - 02                | 08 - Nardò                     | M5S                        | M5S                |
| Alessandro Amitrano           | Campania 1            | Campania 1 - 02            | Proporzionale                  | M5S                        | M5S                |
| Giorgia Andreuzza             | Veneto 1              | Veneto 1 - 01              | 01 - Venezia                   | Centro-destra              | LSP                |
| Antonio Angelucci             | Lazio 1               | Lazio 1 - 02               | Proporzionale                  | FI                         | FI                 |
| Nunzio Angiola                | Puglia                | Puglia - 01                | 05 - Altamura                  | M5S                        | M5S                |
| Lucia Annibali                | Veneto 2              | Veneto 2 - 02              | Proporzionale                  | PD                         | PD                 |
| Michele Anzaldi               | Lazio 1               | Lazio 1 - 02               | Proporzionale                  | PD                         | PD                 |
| Valentina Aprea               | Lombardia 1           | Lombardia 1 - 01           | 06 - Gorgonzola                | Centro-destra              | FI                 |
| Nadia Aprile                  | Puglia                | Puglia - 02                | 09 - Casarano                  | M5S                        | M5S                |
| Giovanni Luca Aresta          | Puglia                | Puglia - 02                | 12 - Francavilla Fontana       | M5S                        | M5S                |
| Anna Ascani                   | Umbria                | Umbria - 01                | Proporzionale                  | PD                         | PD                 |
| Stefania Ascari               | Emilia-Romagna        | Emilia-Romagna - 02        | Proporzionale                  | M5S                        | M5S                |
| Lucia Azzolina                | Piemonte 2            | Piemonte 2 - 02            | Proporzionale                  | M5S                        | M5S                |
| Mirco Badole                  | Veneto 1              | Veneto 1 - 02              | 07 - Belluno                   | Centro-destra              | LSP                |
| Roberto Bagnasco              | Liguria               | Liguria - 02               | 05 - Genova 3                  | Centro-destra              | FI                 |
| Simone Baldelli               | Marche                | Marche - 01                | Proporzionale                  | FI                         | FI                 |
| Vittoria Baldino              | Sicilia 2             | Sicilia 2 - 02             | Proporzionale                  | M5S                        | M5S                |
| Raffaele Baratto              | Veneto 1              | Veneto 1 - 02              | 08 - Treviso                   | Centro-destra              | FI                 |
| Elisabetta Maria Barbuto      | Calabria              | Calabria - 01              | 05 - Crotone                   | M5S                        | M5S                |
| Paolo Barelli                 | Lazio 2               | Lazio 2 - 02               | 06 - Terracina                 | Centro-destra              | FI                 |
| Massimo Enrico Baroni         | Lazio 1               | Lazio 1 - 01               | Proporzionale                  | M5S                        | M5S                |
| Anna Lisa Baroni              | Lombardia 4           | Lombardia 4 - 02           | Proporzionale                  | FI                         | FI                 |
| Giusi Bartolozzi              | Sicilia 1             | Sicilia 1 - 03             | Proporzionale                  | FI                         | FI                 |
| Giuseppe Basini               | Lazio 1               | Lazio 1 - 01               | Proporzionale                  | LSP                        | LSP                |
| Sergio Battelli               | Liguria               | Liguria - 01               | Proporzionale                  | M5S                        | M5S                |
| Alessandro Battilocchio       | Lazio 2               | Lazio 2 - 01               | 02 - Civitavecchia             | Centro-destra              | FI                 |
| Alfredo Bazoli                | Lombardia 3           | Lombardia 3 - 01           | Proporzionale                  | PD                         | PD                 |
| Alex Bazzaro                  | Veneto 1              | Veneto 1 - 01              | Proporzionale                  | LSP                        | LSP                |
| Marco Bella                   | Lazio 1               | Lazio 1 - 03               | 07 - Roma 07                   | M5S                        | M5S                |
| Giuseppe Ercole Bellachioma   | Abruzzo               | Abruzzo - 01               | Proporzionale                  | LSP                        | LSP                |
| Maria Teresa Bellucci         | Lazio 1               | Lazio 1 - 02               | Proporzionale                  | FDI                        | FDI                |
| Daniele Belotti               | Lombardia 3           | Lombardia 3 - 02           | 06 - Albino                    | Centro-destra              | LSP                |
| Gianluca Benamati             | Emilia-Romagna        | Emilia-Romagna - 03        | 07 - Bologna 2                 | Centro-sinistra            | PD                 |
| Davide Bendinelli             | Veneto 2              | Veneto 2 - 03              | 11 - Villafranca di Verona     | Centro-destra              | FI                 |
| Silvia Benedetti              | Veneto 2              | Veneto 2 - 01              | Proporzionale                  | M5S                        | Misto/MAIE         |
| Stefano Benigni               | Lombardia 3           | Lombardia 3 - 02           | 05 - Bergamo                   | Centro-destra              | FI                 |
| Alessandro Manuel Benvenuto   | Piemonte 1            | Piemonte 1 - 02            | 05 - Ivrea                     | Centro-destra              | LSP                |
| Fabio Berardini               | Abruzzo               | Abruzzo - 02               | Proporzionale                  | M5S                        | M5S                |
| Deborah Bergamini             | Toscana               | Toscana - 01               | 08 - Massa                     | Centro-destra              | FI                 |
| Marina Berlinghieri           | Lombardia 3           | Lombardia 3 - 01           | Proporzionale                  | PD                         | PD                 |
| Pier Luigi Bersani            | Emilia-Romagna        | Emilia-Romagna - 03        | Proporzionale                  | LeU                        | LeU                |
| Francesco Berti               | Toscana               | Toscana - 02               | Proporzionale                  | M5S                        | M5S                |
| Matteo Luigi Bianchi          | Lombardia 2           | Lombardia 2 - 01           | 03 - Gallarate                 | Centro-destra              | LSP                |
| Michaela Biancofiore          | Emilia-Romagna        | Emilia-Romagna - 04        | Proporzionale                  | FI                         | FI                 |
| Galeazzo Bignami              | Emilia-Romagna        | Emilia-Romagna - 01        | Proporzionale                  | FI                         | FI                 |
| Simone Billi                  | Estero                | –                          | –                              | Centro-destra (LSP-FI-FDI) | LSP                |
| Anna Bilotti                  | Campania 2            | Campania 2 - 03            | Proporzionale                  | M5S                        | M5S                |
| Diego Binelli                 | Trentino-Alto Adige   | Trentino-Alto Adige - 01   | Proporzionale                  | LSP                        | LSP                |
| Ingrid Bisa                   | Veneto 1              | Veneto 1 - 02              | 05 - Montebelluna              | Centro-destra              | LSP                |
| Massimo Bitonci               | Veneto 2              | Veneto 2 - 01              | Proporzionale                  | LSP                        | LSP                |
| Francesco Boccia              | Puglia                | Puglia - 02                | Proporzionale                  | PD                         | PD                 |
| Rossana Boldi                 | Piemonte 2            | Piemonte 2 - 01            | Proporzionale                  | LSP                        | LSP                |
| Laura Boldrini                | Lombardia 1           | Lombardia 1 - 03           | Proporzionale                  | LeU                        | LeU                |
| Fabiola Bologna               | Lombardia 2           | Lombardia 2 - 02           | Proporzionale                  | M5S                        | M5S                |
| Alfonso Bonafede              | Toscana               | Toscana - 03               | Proporzionale                  | M5S                        | M5S                |
| Dario Bond                    | Veneto 1              | Veneto 1 - 02              | Proporzionale                  | FI                         | FI                 |
| Fabio Massimo Boniardi        | Lombardia 1           | Lombardia 1 - 04           | Proporzionale                  | LSP                        | LSP                |
| Francesca Bonomo              | Piemonte 1            | Piemonte 1 - 02            | Proporzionale                  | PD                         | PD                 |
| Michele Bordo                 | Puglia                | Puglia - 04                | Proporzionale                  | PD                         | PD                 |
| Simona Bordonali              | Lombardia 3           | Lombardia 3 - 01           | 01 - Brescia                   | Centro-destra              | LSP                |
| Mario Borghese                | Estero                | –                          | –                              | MAIE                       | Misto/MAIE         |
| Claudio Borghi                | Toscana               | Toscana - 02               | Proporzionale                  | LSP                        | LSP                |
| Enrico Borghi                 | Piemonte 2            | Piemonte 2 - 02            | Proporzionale                  | PD                         | PD                 |
| Maria Elena Boschi            | Trentino-Alto Adige   | Trentino-Alto Adige - 01   | 01 - Bolzano                   | Centro-sinistra            | PD                 |
| Chiara Braga                  | Lombardia 2           | Lombardia 2 - 02           | Proporzionale                  | PD                         | PD                 |
| Michela Vittoria Brambilla    | Lombardia 1           | Lombardia 1 - 04           | 01 - Abbiategrasso             | Centro-destra              | FI                 |
| Giuseppe Brescia              | Puglia                | Puglia - 01                | Proporzionale                  | M5S                        | M5S                |
| Renato Brunetta               | Veneto 1              | Veneto 1 - 01              | 02 - San Donà di Piave         | Centro-destra              | FI                 |
| Vincenza Bruno Bossio         | Calabria              | Calabria - 01              | Proporzionale                  | PD                         | PD                 |
| Raffaele Bruno                | Campania 1            | Campania 1 - 02            | 07 - Napoli 3                  | M5S                        | M5S                |
| Carmela Bucalo                | Sicilia 2             | Sicilia 2 - 01             | Proporzionale                  | FDI                        | FDI                |
| Stefano Buffagni              | Lombardia 1           | Lombardia 1 - 02           | Proporzionale                  | M5S                        | M5S                |
| Giuseppe Buompane             | Campania 2            | Campania 2 - 02            | 04 - Santa Maria Capua Vetere  | M5S                        | M5S                |
| Francesca Businarolo          | Veneto 2              | Veneto 2 - 03              | Proporzionale                  | M5S                        | M5S                |
| Alessio Butti                 | Lombardia 2           | Lombardia 2 - 02           | 08 - Lecco                     | Centro-destra              | FDI                |
| Pino Cabras                   | Sardegna              | Sardegna - 01              | 03 - Carbonia                  | M5S                        | M5S                |
| Luciano Cadeddu               | Sardegna              | Sardegna - 01              | 06 - Oristano                  | M5S                        | M5S                |
| Gualtiero Caffaratto          | Piemonte 1            | Piemonte 1 - 02            | Proporzionale                  | LSP                        | LSP                |
| Salvatore Caiata              | Basilicata            | Basilicata - 01            | 01 - Potenza                   | M5S                        | Misto/MAIE         |
| Annagrazia Calabria           | Lazio 1               | Lazio 1 - 01               | 03 - Roma 03                   | Centro-destra              | FI                 |
| Micaela Campana               | Lazio 1               | Lazio 1 - 03               | Proporzionale                  | PD                         | PD                 |
| Azzurra Cancelleri            | Sicilia 1             | Sicilia 1 - 03             | Proporzionale                  | M5S                        | M5S                |
| Pasquale Cannatelli           | Lombardia 1           | Lombardia 1 - 03           | Proporzionale                  | FI                         | FI                 |
| Francesco Cannizzaro          | Calabria              | Calabria - 02              | 07 - Gioia Tauro               | Centro-destra              | FI                 |
| Gianluca Cantalamessa         | Campania 2            | Campania 2 - 03            | Proporzionale                  | LSP                        | LSP                |
| Laura Cantini                 | Toscana               | Toscana - 03               | Proporzionale                  | PD                         | PD                 |
| Carla Cantone                 | Emilia-Romagna        | Emilia-Romagna - 03        | Proporzionale                  | PD                         | PD                 |
| Luciano Cantone               | Sicilia 2             | Sicilia 2 - 02             | Proporzionale                  | M5S                        | M5S                |
| Roberto Caon                  | Veneto 2              | Veneto 2 - 01              | Proporzionale                  | FI                         | FI                 |
| Virginio Caparvi              | Umbria                | Umbria - 01                | Proporzionale                  | LSP                        | LSP                |
| Massimiliano Capitanio        | Lombardia 1           | Lombardia 1 - 01           | Proporzionale                  | LSP                        | LSP                |
| Ugo Cappellacci               | Sardegna              | Sardegna - 01              | Proporzionale                  | FI                         | FI                 |
| Santi Cappellani              | Sicilia 2             | Sicilia 2 - 02             | Proporzionale                  | M5S                        | M5S                |
| Luca Carabetta                | Piemonte 1            | Piemonte 1 - 02            | Proporzionale                  | M5S                        | M5S                |
| Alessandra Carbonaro          | Emilia-Romagna        | Emilia-Romagna - 03        | Proporzionale                  | M5S                        | M5S                |
| Daniela Cardinale             | Sicilia 1             | Sicilia 1 - 03             | Proporzionale                  | PD                         | PD                 |
| Nicola Carè                   | Estero                | –                          | –                              | PD                         | PD                 |
| Emilio Carelli                | Lazio 1               | Lazio 1 - 02               | 09 - Roma 09                   | M5S                        | M5S                |
| Maria Cristina Caretta        | Veneto 2              | Veneto 2 - 02              | 07 - Schio                     | Centro-destra              | FDI                |
| Mara Carfagna                 | Campania 1            | Campania 1 - 02            | Proporzionale                  | FI                         | FI                 |
| Paola Carinelli               | Lombardia 1           | Lombardia 1 - 02           | Proporzionale                  | M5S                        | M5S                |
| Elena Carnevali               | Lombardia 3           | Lombardia 3 - 02           | Proporzionale                  | PD                         | PD                 |
| Maurizio Carrara              | Toscana               | Toscana - 01               | 06 - Pistoia                   | Centro-destra              | FI                 |
| Vittoria Casa                 | Sicilia 1             | Sicilia 1 - 02             | 05 - Bagheria                  | M5S                        | M5S                |
| Luigi Casciello               | Campania 2            | Campania 2 - 03            | Proporzionale                  | FI                         | FI                 |
| Michele Casino                | Basilicata            | Basilicata - 01            | Proporzionale                  | FI                         | FI                 |
| Andrea Caso                   | Campania 1            | Campania 1 - 01            | 09 - Pozzuoli                  | M5S                        | M5S                |
| Gianpaolo Cassese             | Puglia                | Puglia - 03                | 11 - Martina Franca            | M5S                        | M5S                |
| Roberto Cassinelli            | Liguria               | Liguria - 02               | Proporzionale                  | FI                         | FI                 |
| Laura Castelli                | Piemonte 1            | Piemonte 1 - 01            | Proporzionale                  | M5S                        | M5S                |
| Giuseppina Castiello          | Campania 1            | Campania 1 - 01            | Proporzionale                  | LSP                        | LSP                |
| Roberto Cataldi               | Marche                | Marche - 01                | 01 - Ascoli Piceno             | M5S                        | M5S                |
| Alessandro Cattaneo           | Lombardia 4           | Lombardia 4 - 01           | 02 - Pavia                     | Centro-destra              | FI                 |
| Maurizio Cattoi               | Marche                | Marche - 02                | 05 - Fano                      | M5S                        | M5S                |
| Vanessa Cattoi                | Trentino-Alto Adige   | Trentino-Alto Adige - 01   | 05 - Rovereto                  | Centro-destra              | LSP                |
| Laura Cavandoli               | Emilia-Romagna        | Emilia-Romagna - 04        | 12 - Parma                     | Centro-destra              | LSP                |
| Stefano Ceccanti              | Toscana               | Toscana - 02               | Proporzionale                  | PD                         | PD                 |
| Fabrizio Cecchetti            | Lombardia 1           | Lombardia 1 - 04           | Proporzionale                  | LSP                        | LSP                |
| Andrea Cecconi                | Marche                | Marche - 02                | 06 - Pesaro                    | M5S                        | Misto/MAIE         |
| Susanna Cenni                 | Toscana               | Toscana - 02               | 11 - Poggibonsi                | Centro-sinistra            | PD                 |
| Giulio Centemero              | Lombardia 3           | Lombardia 3 - 02           | Proporzionale                  | LSP                        | LSP                |
| Emanuele Cestari              | Emilia-Romagna        | Emilia-Romagna - 02        | 08 - Cento                     | Centro-destra              | LSP                |
| Giuseppe Chiazzese            | Sicilia 1             | Sicilia 1 - 02             | 06 - Monreale                  | M5S                        | M5S                |
| Lucia Ciampi                  | Toscana               | Toscana - 02               | Proporzionale                  | PD                         | PD                 |
| Luciano Cillis                | Basilicata            | Basilicata - 01            | Proporzionale                  | M5S                        | M5S                |
| Rosalba Cimino                | Sicilia 1             | Sicilia 1 - 03             | Proporzionale                  | M5S                        | M5S                |
| Tiziana Ciprini               | Umbria                | Umbria - 01                | Proporzionale                  | M5S                        | M5S                |
| Edmondo Cirielli              | Campania 2            | Campania 2 - 03            | Proporzionale                  | FDI                        | FDI                |
| Dimitri Coin                  | Veneto 1              | Veneto 1 - 01              | 04 - Castelfranco Veneto       | Centro-destra              | LSP                |
| Matteo Colaninno              | Lombardia 4           | Lombardia 4 - 01           | Proporzionale                  | PD                         | PD                 |
| Jari Colla                    | Lombardia 1           | Lombardia 1 - 02           | 07 - Cinisello Balsamo         | Centro-destra              | LSP                |
| Andrea Colletti               | Abruzzo               | Abruzzo - 01               | 03 - Pescara                   | M5S                        | M5S                |
| Angela Colmellere             | Veneto 1              | Veneto 1 - 02              | Proporzionale                  | LSP                        | LSP                |
| Alessandro Colucci            | Lombardia 3           | Lombardia 3 - 01           | 04 - Palazzolo sull'Oglio      | Centro-destra              | Misto/NCI          |
| Silvana Andreina Comaroli     | Lombardia 4           | Lombardia 4 - 02           | 04 - Cremona                   | Centro-destra              | LSP                |
| Vito Comencini                | Veneto 2              | Veneto 2 - 03              | 09 - Verona                    | Centro-destra              | LSP                |
| Claudio Cominardi             | Lombardia 3           | Lombardia 3 - 01           | Proporzionale                  | M5S                        | M5S                |
| Federico Conte                | Campania 2            | Campania 2 - 03            | Proporzionale                  | LeU                        | LeU                |
| Emanuela Corda                | Sardegna              | Sardegna - 01              | Proporzionale                  | M5S                        | M5S                |
| Valentina Corneli             | Abruzzo               | Abruzzo - 02               | Proporzionale                  | M5S                        | M5S                |
| Piergiorgio Cortelazzo        | Veneto 2              | Veneto 2 - 03              | 10 - Legnago                   | Centro-destra              | FI                 |
| Enrico Costa                  | Piemonte 2            | Piemonte 2 - 01            | 08 - Alba                      | Centro-destra              | Misto/NCI          |
| Jessica Costanzo              | Piemonte 1            | Piemonte 1 - 02            | Proporzionale                  | M5S                        | M5S                |
| Silvia Covolo                 | Veneto 2              | Veneto 2 - 02              | Proporzionale                  | LSP                        | LSP                |
| Andrea Crippa                 | Lombardia 1           | Lombardia 1 - 02           | 03 - Bollate                   | Centro-destra              | LSP                |
| Davide Crippa                 | Piemonte 2            | Piemonte 2 - 02            | Proporzionale                  | M5S                        | M5S                |
| Mirella Cristina              | Piemonte 2            | Piemonte 2 - 02            | 01 - Verbania                  | Centro-destra              | FI                 |
| Francesco Critelli            | Emilia-Romagna        | Emilia-Romagna - 03        | 05 - San Giovanni in Persiceto | Centro-sinistra            | PD                 |
| Guido Crosetto                | Lombardia 3           | Lombardia 3 - 02           | Proporzionale                  | FDI                        | FDI                |
| Guido Crosetto                | Piemonte 2            | Piemonte 2 - 01            | Proporzionale                  | FDI                        | FDI                |
| Sebastiano Cubeddu            | Lazio 1               | Lazio 1 - 03               | 12 - Guidonia Montecelio       | M5S                        | M5S                |
| Sara Cunial                   | Veneto 2              | Veneto 2 - 02              | Proporzionale                  | M5S                        | M5S                |
| Giovanni Currò                | Lombardia 2           | Lombardia 2 - 02           | Proporzionale                  | M5S                        | M5S                |
| Fabiana Dadone                | Piemonte 2            | Piemonte 2 - 01            | Proporzionale                  | M5S                        | M5S                |
| Federica Daga                 | Lazio 1               | Lazio 1 - 02               | Proporzionale                  | M5S                        | M5S                |
| Gian Pietro Dal Moro          | Veneto 2              | Veneto 2 - 03              | Proporzionale                  | PD                         | PD                 |
| Camillo D'Alessandro          | Abruzzo               | Abruzzo - 01               | Proporzionale                  | PD                         | PD                 |
| Matteo Dall'Osso              | Emilia-Romagna        | Emilia-Romagna - 03        | Proporzionale                  | M5S                        | M5S                |
| Giuseppe D'Ambrosio           | Puglia                | Puglia - 04                | 04 - Andria                    | M5S                        | M5S                |
| Andrea Dara                   | Lombardia 4           | Lombardia 4 - 02           | 06 - Mantova                   | Centro-destra              | LSP                |
| Celeste D'Arrando             | Piemonte 1            | Piemonte 1 - 01            | 06 - Collegno                  | M5S                        | M5S                |
| Mauro D'Attis                 | Puglia                | Puglia - 03                | Proporzionale                  | FI                         | FI                 |
| Sara De Angelis               | Lazio 1               | Lazio 1 - 03               | Proporzionale                  | LSP                        | LSP                |
| Sabrina De Carlo              | Friuli-Venezia Giulia | Friuli-Venezia Giulia - 01 | Proporzionale                  | M5S                        | M5S                |
| Luca De Carlo                 | Veneto 1              | Veneto 1 - 02              | Proporzionale                  | FDI                        | FDI                |
| Vito De Filippo               | Basilicata            | Basilicata - 01            | Proporzionale                  | PD                         | PD                 |
| Rosalba De Giorgi             | Puglia                | Puglia - 03                | 10 - Taranto                   | M5S                        | M5S                |
| Carlo Ugo De Girolamo         | Emilia-Romagna        | Emilia-Romagna - 01        | Proporzionale                  | M5S                        | M5S                |
| Diego De Lorenzis             | Puglia                | Puglia - 02                | Proporzionale                  | M5S                        | M5S                |
| Rina De Lorenzo               | Campania 1            | Campania 1 - 02            | 06 - Napoli 2                  | M5S                        | M5S                |
| Piero De Luca                 | Campania 2            | Campania 2 - 02            | Proporzionale                  | PD                         | PD                 |
| Andrea De Maria               | Emilia-Romagna        | Emilia-Romagna - 03        | 06 - Bologna 1                 | Centro-sinistra            | PD                 |
| Guido De Martini              | Sardegna              | Sardegna - 01              | Proporzionale                  | LSP                        | LSP                |
| Roger De Menech               | Veneto 1              | Veneto 1 - 02              | Proporzionale                  | PD                         | PD                 |
| Paola De Micheli              | Emilia-Romagna        | Emilia-Romagna - 04        | Proporzionale                  | PD                         | PD                 |
| Massimiliano De Toma          | Lazio 1               | Lazio 1 - 01               | 04 - Roma 04                   | M5S                        | M5S                |
| Paola Deiana                  | Sardegna              | Sardegna - 02              | Proporzionale                  | M5S                        | M5S                |
| Salvatore Deidda              | Sardegna              | Sardegna - 01              | Proporzionale                  | FDI                        | FDI                |
| Mauro Del Barba               | Lombardia 2           | Lombardia 2 - 02           | Proporzionale                  | PD                         | PD                 |
| Umberto Del Basso De Caro     | Campania 2            | Campania 2 - 01            | Proporzionale                  | PD                         | PD                 |
| Daniele Del Grosso            | Abruzzo               | Abruzzo - 01               | 04 - Chieti                    | M5S                        | M5S                |
| Antonio Del Monaco            | Campania 2            | Campania 2 - 02            | 03 - Caserta                   | M5S                        | M5S                |
| Emanuela Del Re               | Lazio 1               | Lazio 1 - 02               | 11 - Roma 11                   | M5S                        | M5S                |
| Margherita Del Sesto          | Campania 2            | Campania 2 - 02            | Proporzionale                  | M5S                        | M5S                |
| Guido Della Frera             | Lombardia 1           | Lombardia 1 - 02           | 09 - Milano 2                  | Centro-destra              | FI                 |
| Andrea Delmastro Delle Vedove | Piemonte 2            | Piemonte 2 - 02            | 03 - Biella                    | Centro-destra              | FDI                |
| Graziano Delrio               | Emilia-Romagna        | Emilia-Romagna - 04        | 17 - Reggio nell'Emilia        | Centro-sinistra            | PD                 |
| Luigi D'Eramo                 | Abruzzo               | Abruzzo - 02               | Proporzionale                  | LSP                        | LSP                |
| Felice Maurizio D'Ettore      | Toscana               | Toscana - 04               | 07 - Arezzo                    | Centro-destra              | FI                 |
| Rosa Maria Di Giorgi          | Toscana               | Toscana - 03               | 02 - Firenze 2                 | Centro-sinistra            | PD                 |
| Carmen Di Lauro               | Campania 1            | Campania 1 - 03            | Proporzionale                  | M5S                        | M5S                |
| Luigi Di Maio                 | Campania 1            | Campania 1 - 01            | 03 - Acerra                    | M5S                        | M5S                |
| Marco Di Maio                 | Emilia-Romagna        | Emilia-Romagna - 01        | 16 - Forlì                     | Centro-sinistra            | PD                 |
| Flavio Di Muro                | Liguria               | Liguria - 01               | Proporzionale                  | LSP                        | LSP                |
| Gianfranco Di Sarno           | Campania 1            | Campania 1 - 03            | 10 - Portici                   | M5S                        | M5S                |
| Iolanda Di Stasio             | Campania 1            | Campania 1 - 01            | Proporzionale                  | M5S                        | M5S                |
| Manlio Di Stefano             | Lombardia 1           | Lombardia 1 - 03           | Proporzionale                  | M5S                        | M5S                |
| Federica Dieni                | Calabria              | Calabria - 02              | 08 - Reggio Calabria           | M5S                        | M5S                |
| Federico D'Incà               | Veneto 1              | Veneto 1 - 02              | Proporzionale                  | M5S                        | M5S                |
| Giuseppe d'Ippolito           | Calabria              | Calabria - 02              | 04 - Catanzaro                 | M5S                        | M5S                |
| Giuseppe Cesare Donina        | Lombardia 3           | Lombardia 3 - 01           | Proporzionale                  | LSP                        | LSP                |
| Leonardo Donno                | Puglia                | Puglia - 02                | Proporzionale                  | M5S                        | M5S                |
| Giovanni Donzelli             | Toscana               | Toscana - 01               | Proporzionale                  | FDI                        | FDI                |
| Devis Dori                    | Lombardia 3           | Lombardia 3 - 02           | Proporzionale                  | M5S                        | M5S                |
| Valentina D'Orso              | Sicilia 1             | Sicilia 1 - 01             | Proporzionale                  | M5S                        | M5S                |
| Claudio Durigon               | Lazio 2               | Lazio 2 - 02               | Proporzionale                  | LSP                        | LSP                |
| Francesco D'Uva               | Sicilia 2             | Sicilia 2 - 01             | 01 - Messina                   | M5S                        | M5S                |
| Yana Chiara Ehm               | Sicilia 2             | Sicilia 2 - 01             | Proporzionale                  | M5S                        | M5S                |
| Mirella Emiliozzi             | Marche                | Marche - 01                | 02 - Civitanova Marche         | M5S                        | M5S                |
| Guglielmo Epifani             | Sicilia 2             | Sicilia 2 - 01             | Proporzionale                  | LeU                        | LeU                |
| Alessandra Ermellino          | Puglia                | Puglia - 03                | Proporzionale                  | M5S                        | M5S                |
| David Ermini                  | Toscana               | Toscana - 03               | Proporzionale                  | PD                         | PD                 |
| Mattia Fantinati              | Veneto 2              | Veneto 2 - 03              | Proporzionale                  | M5S                        | M5S                |
| Marica Fantuz                 | Veneto 1              | Veneto 1 - 02              | 06 - Conegliano                | Centro-destra              | LSP                |
| Marialuisa Faro               | Puglia                | Puglia - 04                | Proporzionale                  | M5S                        | M5S                |
| Vincenzo Fasano               | Campania 2            | Campania 2 - 03            | Proporzionale                  | FI                         | FI                 |
| Marta Fascina                 | Campania 1            | Campania 1 - 01            | Proporzionale                  | FI                         | FI                 |
| Stefano Fassina               | Lazio 1               | Lazio 1 - 02               | Proporzionale                  | LeU                        | LeU                |
| Piero Fassino                 | Emilia-Romagna        | Emilia-Romagna - 02        | Proporzionale                  | PD                         | PD                 |
| Carlo Fatuzzo                 | Lombardia 2           | Lombardia 2 - 01           | Proporzionale                  | FI                         | FI                 |
| Antonio Federico              | Molise                | Molise - 01                | 02 - Campobasso                | M5S                        | M5S                |
| Massimiliano Fedriga          | Friuli-Venezia Giulia | Friuli-Venezia Giulia - 01 | Proporzionale                  | LSP                        | LSP                |
| Marzia Ferraioli              | Campania 2            | Campania 2 - 03            | 10 - Agropoli                  | Centro-destra              | FI                 |
| Vittorio Ferraresi            | Emilia-Romagna        | Emilia-Romagna - 02        | Proporzionale                  | M5S                        | M5S                |
| Roberto Paolo Ferrari         | Lombardia 2           | Lombardia 2 - 02           | Proporzionale                  | LSP                        | LSP                |
| Cosimo Ferri                  | Toscana               | Toscana - 04               | Proporzionale                  | PD                         | PD                 |
| Wanda Ferro                   | Calabria              | Calabria - 02              | 06 - Vibo Valentia             | Centro-destra              | FDI                |
| Emanuele Fiano                | Lombardia 1           | Lombardia 1 - 03           | Proporzionale                  | PD                         | PD                 |
| Paolo Ficara                  | Sicilia 2             | Sicilia 2 - 03             | 10 - Siracusa                  | M5S                        | M5S                |
| Roberto Fico                  | Campania 1            | Campania 1 - 02            | 08 - Napoli 4                  | M5S                        | M5S                |
| Carlo Fidanza                 | Lombardia 1           | Lombardia 1 - 03           | Proporzionale                  | FDI                        | FDI                |
| Lorenzo Fioramonti            | Lazio 1               | Lazio 1 - 01               | 05 - Roma 05                   | M5S                        | M5S                |
| Benedetta Fiorini             | Emilia-Romagna        | Emilia-Romagna - 02        | 10 - Sassuolo                  | Centro-destra              | FI                 |
| Francesca Flati               | Lazio 1               | Lazio 1 - 03               | Proporzionale                  | M5S                        | M5S                |
| Ketty Fogliani                | Veneto 1              | Veneto 1 - 01              | 03 - Chioggia                  | Centro-destra              | LSP                |
| Gregorio Fontana              | Lombardia 3           | Lombardia 3 - 02           | Proporzionale                  | FI                         | FI                 |
| Ilaria Fontana                | Lazio 2               | Lazio 2 - 02               | 05 - Cassino                   | M5S                        | M5S                |
| Lorenzo Fontana               | Veneto 2              | Veneto 2 - 03              | Proporzionale                  | LSP                        | LSP                |
| Francesco Forciniti           | Calabria              | Calabria - 01              | Proporzionale                  | M5S                        | M5S                |
| Paolo Formentini              | Lombardia 3           | Lombardia 3 - 01           | 02 - Lumezzane                 | Centro-destra              | LSP                |
| Federico Fornaro              | Piemonte 2            | Piemonte 2 - 01            | Proporzionale                  | LeU                        | LeU                |
| Sara Foscolo                  | Liguria               | Liguria - 01               | 02 - Savona                    | Centro-destra              | LSP                |
| Tommaso Foti                  | Emilia-Romagna        | Emilia-Romagna - 04        | 14 - Piacenza                  | Centro-destra              | FDI                |
| Riccardo Fraccaro             | Trentino-Alto Adige   | Trentino-Alto Adige - 01   | Proporzionale                  | M5S                        | M5S                |
| Gian Mario Fragomeli          | Lombardia 1           | Lombardia 1 - 01           | Proporzionale                  | PD                         | PD                 |
| Dario Franceschini            | Emilia-Romagna        | Emilia-Romagna - 01        | Proporzionale                  | PD                         | PD                 |
| Paola Frassinetti             | Lombardia 1           | Lombardia 1 - 01           | 04 - Seregno                   | Centro-destra              | FDI                |
| Rebecca Frassini              | Lombardia 3           | Lombardia 3 - 02           | Proporzionale                  | LSP                        | LSP                |
| Flora Frate                   | Campania 1            | Campania 1 - 02            | Proporzionale                  | M5S                        | M5S                |
| Nicola Fratoianni             | Piemonte 1            | Piemonte 1 - 01            | Proporzionale                  | LeU                        | LeU                |
| Silvia Fregolent              | Piemonte 1            | Piemonte 1 - 01            | Proporzionale                  | PD                         | PD                 |
| Luca Frusone                  | Lazio 2               | Lazio 2 - 02               | Proporzionale                  | M5S                        | M5S                |
| Maurizio Fugatti              | Trentino-Alto Adige   | Trentino-Alto Adige - 01   | 06 - Pergine Valsugana         | Centro-destra              | LSP                |
| Domenico Furgiuele            | Calabria              | Calabria - 02              | Proporzionale                  | LSP                        | LSP                |
| Alessandro Fusacchia          | Estero                | –                          | –                              | +Europa                    | Misto/+Europa-CD   |
| Maria Chiara Gadda            | Lombardia 2           | Lombardia 2 - 01           | Proporzionale                  | PD                         | PD                 |
| Manuela Gagliardi             | Liguria               | Liguria - 02               | 06 - La Spezia                 | Centro-destra              | FI                 |
| Chiara Gagnarli               | Toscana               | Toscana - 04               | Proporzionale                  | M5S                        | M5S                |
| Davide Galantino              | Puglia                | Puglia - 01                | Proporzionale                  | M5S                        | M5S                |
| Francesca Galizia             | Puglia                | Puglia - 01                | 03 - Molfetta                  | M5S                        | M5S                |
| Dario Galli                   | Lombardia 2           | Lombardia 2 - 01           | Proporzionale                  | LSP                        | LSP                |
| Filippo Gallinella            | Umbria                | Umbria - 01                | Proporzionale                  | M5S                        | M5S                |
| Luigi Gallo                   | Campania 1            | Campania 1 - 03            | 11 - Torre del Greco           | M5S                        | M5S                |
| Massimo Garavaglia            | Lombardia 1           | Lombardia 1 - 04           | 02 - Legnano                   | Centro-destra              | LSP                |
| Davide Gariglio               | Piemonte 1            | Piemonte 1 - 02            | Proporzionale                  | PD                         | PD                 |
| Flavio Gastaldi               | Piemonte 2            | Piemonte 2 - 01            | 07 - Cuneo                     | Centro-destra              | LSP                |
| Vannia Gava                   | Friuli-Venezia Giulia | Friuli-Venezia Giulia - 01 | 05 - Pordenone                 | Centro-destra              | LSP                |
| Renate Gebhard                | Trentino-Alto Adige   | Trentino-Alto Adige - 01   | 03 - Bressanone                | SVP-PATT                   | Misto/ML           |
| Mariastella Gelmini           | Lombardia 3           | Lombardia 3 - 01           | 03 - Desenzano del Garda       | Centro-destra              | FI                 |
| Marcello Gemmato              | Puglia                | Puglia - 02                | Proporzionale                  | FDI                        | FDI                |
| Paolo Gentiloni               | Lazio 1               | Lazio 1 - 01               | 01 - Roma 01                   | Centro-sinistra            | PD                 |
| Francesca Gerardi             | Lazio 2               | Lazio 2 - 02               | Proporzionale                  | LSP                        | LSP                |
| Antonino Germanà              | Sicilia 2             | Sicilia 2 - 01             | Proporzionale                  | FI                         | FI                 |
| Andrea Giaccone               | Piemonte 2            | Piemonte 2 - 01            | 06 - Asti                      | Centro-destra              | LSP                |
| Roberto Giachetti             | Toscana               | Toscana - 03               | 03 - Sesto Fiorentino          | Centro-sinistra            | PD                 |
| Antonello Giacomelli          | Toscana               | Toscana - 01               | Proporzionale                  | PD                         | PD                 |
| Antonietta Giacometti         | Veneto 2              | Veneto 2 - 03              | 01 - Rovigo                    | Centro-destra              | LSP                |
| Carluccio Giacometto          | Piemonte 1            | Piemonte 1 - 02            | 07 - Settimo Torinese          | Centro-destra              | FI                 |
| Sestino Giacomoni             | Lazio 1               | Lazio 1 - 03               | Proporzionale                  | FI                         | FI                 |
| Veronica Giannone             | Puglia                | Puglia - 02                | Proporzionale                  | M5S                        | M5S                |
| Andrea Giarrizzo              | Sicilia 2             | Sicilia 2 - 01             | 03 - Enna                      | M5S                        | M5S                |
| Alessandro Giglio Vigna       | Piemonte 1            | Piemonte 1 - 02            | Proporzionale                  | LSP                        | LSP                |
| Concetta Giordano             | Campania 1            | Campania 1 - 01            | Proporzionale                  | M5S                        | M5S                |
| Giancarlo Giorgetti           | Lombardia 2           | Lombardia 2 - 01           | Proporzionale                  | LSP                        | LSP                |
| Andrea Giorgis                | Piemonte 1            | Piemonte 1 - 01            | 01 - Torino 1                  | Centro-sinistra            | PD                 |
| Carla Giuliano                | Puglia                | Puglia - 04                | 14 - San Severo                | M5S                        | M5S                |
| Paolo Giuliodori              | Marche                | Marche - 01                | Proporzionale                  | M5S                        | M5S                |
| Claudia Gobbato               | Lombardia 4           | Lombardia 4 - 02           | Proporzionale                  | LSP                        | LSP                |
| Guglielmo Golinelli           | Emilia-Romagna        | Emilia-Romagna - 02        | Proporzionale                  | LSP                        | LSP                |
| Marta Grande                  | Lazio 2               | Lazio 2 - 01               | Proporzionale                  | M5S                        | M5S                |
| Chiara Gribaudo               | Piemonte 2            | Piemonte 2 - 01            | Proporzionale                  | PD                         | PD                 |
| Giulia Grillo                 | Sicilia 2             | Sicilia 2 - 02             | 04 - Acireale                  | M5S                        | M5S                |
| Nicola Grimaldi               | Campania 2            | Campania 2 - 02            | 05 - Aversa                    | M5S                        | M5S                |
| Paolo Grimoldi                | Lombardia 1           | Lombardia 1 - 01           | Proporzionale                  | LSP                        | LSP                |
| Carmela Grippa                | Abruzzo               | Abruzzo - 01               | 05 - Vasto                     | M5S                        | M5S                |
| Michele Gubitosa              | Campania 2            | Campania 2 - 01            | 06 - Avellino                  | M5S                        | M5S                |
| Lorenzo Guerini               | Lombardia 4           | Lombardia 4 - 01           | Proporzionale                  | PD                         | PD                 |
| Guido Guidesi                 | Lombardia 4           | Lombardia 4 - 01           | Proporzionale                  | LSP                        | LSP                |
| Alberto Luigi Gusmeroli       | Piemonte 2            | Piemonte 2 - 02            | 02 - Novara                    | Centro-destra              | LSP                |
| Angela Ianaro                 | Campania 2            | Campania 2 - 01            | 01 - Benevento                 | M5S                        | M5S                |
| Igor Giancarlo Iezzi          | Lombardia 1           | Lombardia 1 - 03           | 08 - Milano 1                  | Centro-destra              | LSP                |
| Antonella Incerti             | Emilia-Romagna        | Emilia-Romagna - 04        | 11 - Scandiano                 | Centro-sinistra            | PD                 |
| Cristian Invernizzi           | Lombardia 3           | Lombardia 3 - 02           | 07 - Treviglio                 | Centro-destra              | LSP                |
| Niccolò Invidia               | Lombardia 2           | Lombardia 2 - 01           | Proporzionale                  | M5S                        | M5S                |
| Marianna Iorio                | Campania 2            | Campania 2 - 02            | Proporzionale                  | M5S                        | M5S                |
| Luigi Iovino                  | Campania 1            | Campania 1 - 03            | Proporzionale                  | M5S                        | M5S                |
| Giuseppe L'Abbate             | Puglia                | Puglia - 03                | Proporzionale                  | M5S                        | M5S                |
| Vincenza Labriola             | Puglia                | Puglia - 03                | Proporzionale                  | FI                         | FI                 |
| Marco Lacarra                 | Puglia                | Puglia - 01                | Proporzionale                  | PD                         | PD                 |
| Francesca La Marca            | Estero                | –                          | –                              | PD                         | PD                 |
| Mara Lapia                    | Sardegna              | Sardegna - 02              | 02 - Nuoro                     | M5S                        | M5S                |
| Giorgia Latini                | Marche                | Marche - 01                | Proporzionale                  | LSP                        | LSP                |
| Paolo Lattanzio               | Puglia                | Puglia - 01                | 01 - Bari 1                    | M5S                        | M5S                |
| Arianna Lazzarini             | Veneto 2              | Veneto 2 - 01              | 02 - Padova                    | Centro-destra              | LSP                |
| Donatella Legnaioli           | Toscana               | Toscana - 03               | Proporzionale                  | LSP                        | LSP                |
| Stefano Lepri                 | Piemonte 1            | Piemonte 1 - 01            | 04 - Torino 4                  | Centro-sinistra            | PD                 |
| Gianfranco Librandi           | Lombardia 1           | Lombardia 1 - 02           | Proporzionale                  | PD                         | PD                 |
| Caterina Licatini             | Sicilia 1             | Sicilia 1 - 02             | Proporzionale                  | M5S                        | M5S                |
| Marzio Liuni                  | Piemonte 2            | Piemonte 2 - 02            | Proporzionale                  | LSP                        | LSP                |
| Mirella Liuzzi                | Basilicata            | Basilicata - 01            | Proporzionale                  | M5S                        | M5S                |
| Carmelo Lo Monte              | Sicilia 2             | Sicilia 2 - 01             | Proporzionale                  | LSP                        | LSP                |
| Alessandra Locatelli          | Lombardia 2           | Lombardia 2 - 02           | Proporzionale                  | LSP                        | LSP                |
| Mario Lolini                  | Toscana               | Toscana - 04               | 14 - Grosseto                  | Centro-destra              | LSP                |
| Francesco Lollobrigida        | Lazio 2               | Lazio 2 - 01               | Proporzionale                  | FDI                        | FDI                |
| Antonio Lombardo              | Sicilia 1             | Sicilia 1 - 02             | Proporzionale                  | M5S                        | M5S                |
| Fausto Longo                  | Estero                | –                          | –                              | PD                         | Misto/CP-AP-PSI-AC |
| Marialucia Lorefice           | Sicilia 2             | Sicilia 2 - 03             | 08 - Ragusa                    | M5S                        | M5S                |
| Luis Roberto Lorenzato        | Estero                | –                          | –                              | Centro-destra (LSP-FI-FDI) | LSP                |
| Beatrice Lorenzin             | Emilia-Romagna        | Emilia-Romagna - 02        | 09 - Modena                    | Centro-sinistra            | Misto/CP-AP-PSI-AC |
| Gabriele Lorenzoni            | Lazio 2               | Lazio 2 - 01               | Proporzionale                  | M5S                        | M5S                |
| Eva Lorenzoni                 | Lombardia 3           | Lombardia 3 - 01           | Proporzionale                  | LSP                        | LSP                |
| Alberto Losacco               | Piemonte 2            | Piemonte 2 - 01            | Proporzionale                  | PD                         | PD                 |
| Luca Lotti                    | Toscana               | Toscana - 03               | 04 - Empoli                    | Centro-sinistra            | PD                 |
| Giorgio Lovecchio             | Puglia                | Puglia - 04                | Proporzionale                  | M5S                        | M5S                |
| Ylenja Lucaselli              | Emilia-Romagna        | Emilia-Romagna - 04        | Proporzionale                  | FDI                        | FDI                |
| Elena Lucchini                | Lombardia 4           | Lombardia 4 - 01           | 01 - Vigevano                  | Centro-destra              | LSP                |
| Maurizio Lupi                 | Lombardia 2           | Lombardia 2 - 02           | 07 - Merate                    | Centro-destra              | Misto/NCI          |
| Elena Maccanti                | Piemonte 1            | Piemonte 1 - 01            | Proporzionale                  | LSP                        | LSP                |
| Anna Macina                   | Puglia                | Puglia - 03                | 13 - Brindisi                  | M5S                        | M5S                |
| Maria Anna Madia              | Lazio 1               | Lazio 1 - 01               | 02 - Roma 02                   | Centro-sinistra            | PD                 |
| Marco Maggioni                | Lombardia 4           | Lombardia 4 - 01           | Proporzionale                  | LSP                        | LSP                |
| Riccardo Magi                 | Lazio 1               | Lazio 1 - 02               | 10 - Roma 10                   | Centro-sinistra            | Misto/+Europa-CD   |
| Pasquale Maglione             | Campania 1            | Campania 1 - 01            | Proporzionale                  | M5S                        | M5S                |
| Stefania Mammì                | Lombardia 1           | Lombardia 1 - 04           | Proporzionale                  | M5S                        | M5S                |
| Alberto Manca                 | Sardegna              | Sardegna - 02              | Proporzionale                  | M5S                        | M5S                |
| Gavino Manca                  | Sardegna              | Sardegna - 02              | Proporzionale                  | PD                         | PD                 |
| Claudio Mancini               | Lazio 2               | Lazio 2 - 02               | Proporzionale                  | PD                         | PD                 |
| Andrea Mandelli               | Lombardia 1           | Lombardia 1 - 01           | 05 - Monza                     | Centro-destra              | FI                 |
| Alvise Maniero                | Veneto 1              | Veneto 1 - 01              | Proporzionale                  | M5S                        | M5S                |
| Franco Manzato                | Veneto 1              | Veneto 1 - 02              | Proporzionale                  | LSP                        | LSP                |
| Teresa Manzo                  | Campania 1            | Campania 1 - 03            | Proporzionale                  | M5S                        | M5S                |
| Generoso Maraia               | Campania 2            | Campania 2 - 01            | 02 - Ariano Irpino             | M5S                        | M5S                |
| Luigi Marattin                | Emilia-Romagna        | Emilia-Romagna - 04        | Proporzionale                  | PD                         | PD                 |
| Riccardo Augusto Marchetti    | Umbria                | Umbria - 01                | 02 - Foligno                   | Centro-destra              | LSP                |
| Felice Mariani                | Lazio 1               | Lazio 1 - 02               | 06 - Roma 06                   | M5S                        | M5S                |
| Marco Marin                   | Veneto 2              | Veneto 2 - 03              | Proporzionale                  | FI                         | FI                 |
| Bernardo Marino               | Sardegna              | Sardegna - 02              | 05 - Olbia                     | M5S                        | M5S                |
| Patrizia Marrocco             | Lazio 2               | Lazio 2 - 02               | Proporzionale                  | FI                         | FI                 |
| Maurizio Martina              | Lombardia 3           | Lombardia 3 - 02           | Proporzionale                  | PD                         | PD                 |
| Vita Martinciglio             | Sicilia 1             | Sicilia 1 - 03             | 09 - Mazara del Vallo          | M5S                        | M5S                |
| Antonio Martino               | Abruzzo               | Abruzzo - 02               | 01 - L'Aquila                  | Centro-destra              | FI                 |
| Maria Marzana                 | Sicilia 2             | Sicilia 2 - 03             | 09 - Avola                     | M5S                        | M5S                |
| Ciro Maschio                  | Veneto 2              | Veneto 2 - 03              | Proporzionale                  | FDI                        | FDI                |
| Angela Masi                   | Puglia                | Puglia - 01                | Proporzionale                  | M5S                        | M5S                |
| Filippo Maturi                | Lazio 2               | Lazio 2 - 01               | Proporzionale                  | LSP                        | LSP                |
| Matteo Mauri                  | Lombardia 1           | Lombardia 1 - 02           | Proporzionale                  | PD                         | PD                 |
| Erica Mazzetti                | Toscana               | Toscana - 01               | Proporzionale                  | FI                         | FI                 |
| Alessandro Melicchio          | Calabria              | Calabria - 01              | Proporzionale                  | M5S                        | M5S                |
| Fabio Melilli                 | Lazio 2               | Lazio 2 - 01               | Proporzionale                  | PD                         | PD                 |
| Giorgia Meloni                | Lazio 2               | Lazio 2 - 02               | 07 - Latina                    | Centro-destra              | FDI                |
| Rosa Menga                    | Puglia                | Puglia - 04                | 16 - Foggia                    | M5S                        | M5S                |
| Carmelo Miceli                | Sicilia 1             | Sicilia 1 - 02             | Proporzionale                  | PD                         | PD                 |
| Salvatore Micillo             | Campania 1            | Campania 1 - 01            | 01 - Giugliano in Campania     | M5S                        | M5S                |
| Gennaro Migliore              | Campania 1            | Campania 1 - 01            | Proporzionale                  | PD                         | PD                 |
| Luca Migliorino               | Toscana               | Toscana - 04               | Proporzionale                  | M5S                        | M5S                |
| Lorena Milanato               | Veneto 2              | Veneto 2 - 01              | 04 - Abano Terme               | Centro-destra              | FI                 |
| Antonino Minardo              | Sicilia 2             | Sicilia 2 - 02             | Proporzionale                  | FI                         | FI                 |
| Marco Minniti                 | Campania 2            | Campania 2 - 03            | Proporzionale                  | PD                         | PD                 |
| Carmelo Massimo Misiti        | Calabria              | Calabria - 01              | 01 - Castrovillari             | M5S                        | M5S                |
| Riccardo Molinari             | Piemonte 2            | Piemonte 2 - 01            | 05 - Alessandria               | Centro-destra              | LSP                |
| Federico Mollicone            | Lazio 1               | Lazio 1 - 01               | Proporzionale                  | FDI                        | FDI                |
| Nicola Molteni                | Lombardia 2           | Lombardia 2 - 02           | 06 - Cantù                     | Centro-destra              | LSP                |
| Augusta Montaruli             | Piemonte 1            | Piemonte 1 - 01            | 03 - Torino 3                  | Centro-destra              | FDI                |
| Mattia Mor                    | Lombardia 1           | Lombardia 1 - 03           | 11 - Milano 3                  | Centro-sinistra            | PD                 |
| Alessia Morani                | Marche                | Marche - 02                | Proporzionale                  | PD                         | PD                 |
| Roberto Morassut              | Lazio 1               | Lazio 1 - 03               | Proporzionale                  | PD                         | PD                 |
| Alessandro Morelli            | Lombardia 1           | Lombardia 1 - 03           | Proporzionale                  | LSP                        | LSP                |
| Sara Moretto                  | Veneto 1              | Veneto 1 - 01              | Proporzionale                  | PD                         | PD                 |
| Mario Morgoni                 | Marche                | Marche - 01                | Proporzionale                  | PD                         | PD                 |
| Jacopo Morrone                | Emilia-Romagna        | Emilia-Romagna - 01        | Proporzionale                  | LSP                        | LSP                |
| Daniele Moschioni             | Friuli-Venezia Giulia | Friuli-Venezia Giulia - 01 | 03 - Udine                     | Centro-destra              | LSP                |
| Stefano Mugnai                | Toscana               | Toscana - 03               | Proporzionale                  | FI                         | FI                 |
| Giorgio Mulé                  | Liguria               | Liguria - 01               | 01 - Sanremo                   | Centro-destra              | FI                 |
| Andrea Mura                   | Sardegna              | Sardegna - 01              | 01 - Cagliari                  | M5S                        | M5S                |
| Romina Mura                   | Sardegna              | Sardegna - 01              | Proporzionale                  | PD                         | PD                 |
| Elena Murelli                 | Emilia-Romagna        | Emilia-Romagna - 04        | Proporzionale                  | LSP                        | LSP                |
| Rossella Muroni               | Puglia                | Puglia - 02                | Proporzionale                  | LeU                        | LeU                |
| Graziano Musella              | Lombardia 1           | Lombardia 1 - 04           | 15 - Rozzano                   | Centro-destra              | FI                 |
| Iolanda Nanni                 | Lombardia 4           | Lombardia 4 - 01           | Proporzionale                  | M5S                        | M5S                |
| Osvaldo Napoli                | Piemonte 2            | Piemonte 2 - 01            | Proporzionale                  | FI                         | FI                 |
| Silvana Nappi                 | Campania 1            | Campania 1 - 03            | 02 - Nola                      | M5S                        | M5S                |
| Martina Nardi                 | Toscana               | Toscana - 01               | Proporzionale                  | PD                         | PD                 |
| Pietro Navarra                | Sicilia 2             | Sicilia 2 - 01             | Proporzionale                  | PD                         | PD                 |
| Dalila Nesci                  | Calabria              | Calabria - 02              | Proporzionale                  | M5S                        | M5S                |
| Raffaele Nevi                 | Umbria                | Umbria - 01                | 03 - Terni                     | Centro-destra              | FI                 |
| Fucsia Nissoli                | Estero                | –                          | –                              | Centro-destra (LSP-FI-FDI) | FI                 |
| Michele Nitti                 | Puglia                | Puglia - 02                | 07 - Lecce                     | M5S                        | M5S                |
| Luciano Nobili                | Lazio 1               | Lazio 1 - 01               | Proporzionale                  | PD                         | PD                 |
| Lisa Noja                     | Lombardia 1           | Lombardia 1 - 04           | Proporzionale                  | PD                         | PD                 |
| Roberto Novelli               | Friuli-Venezia Giulia | Friuli-Venezia Giulia - 01 | Proporzionale                  | FI                         | FI                 |
| Giuseppina Occhionero         | Molise                | Molise - 01                | Proporzionale                  | LeU                        | LeU                |
| Roberto Occhiuto              | Calabria              | Calabria - 01              | Proporzionale                  | FI                         | FI                 |
| Riccardo Olgiati              | Lombardia 1           | Lombardia 1 - 04           | Proporzionale                  | M5S                        | M5S                |
| Matteo Orfini                 | Lazio 1               | Lazio 1 - 02               | Proporzionale                  | PD                         | PD                 |
| Andrea Orlando                | Emilia-Romagna        | Emilia-Romagna - 04        | Proporzionale                  | PD                         | PD                 |
| Anna Laura Orrico             | Calabria              | Calabria - 01              | 03 - Cosenza                   | M5S                        | M5S                |
| Andrea Orsini                 | Lombardia 3           | Lombardia 3 - 01           | Proporzionale                  | FI                         | FI                 |
| Marco Osnato                  | Lombardia 2           | Lombardia 2 - 02           | Proporzionale                  | FDI                        | FDI                |
| Pietro Carlo Padoan           | Toscana               | Toscana - 04               | 12 - Siena                     | Centro-sinistra            | PD                 |
| Alberto Pagani                | Emilia-Romagna        | Emilia-Romagna - 01        | 03 - Ravenna                   | Centro-sinistra            | PD                 |
| Ubaldo Pagano                 | Puglia                | Puglia - 03                | Proporzionale                  | PD                         | PD                 |
| Alessandro Pagano             | Sicilia 1             | Sicilia 1 - 03             | Proporzionale                  | LSP                        | LSP                |
| Raffaella Paita               | Liguria               | Liguria - 02               | Proporzionale                  | PD                         | PD                 |
| Erasmo Palazzotto             | Sicilia 1             | Sicilia 1 - 01             | Proporzionale                  | LeU                        | LeU                |
| Maria Pallini                 | Campania 2            | Campania 2 - 01            | Proporzionale                  | M5S                        | M5S                |
| Antonio Palmieri              | Lombardia 2           | Lombardia 2 - 02           | Proporzionale                  | FI                         | FI                 |
| Valentina Palmisano           | Sicilia 2             | Sicilia 2 - 03             | Proporzionale                  | M5S                        | M5S                |
| Massimiliano Panizzut         | Friuli-Venezia Giulia | Friuli-Venezia Giulia - 01 | Proporzionale                  | LSP                        | LSP                |
| Luca Rodolfo Paolini          | Marche                | Marche - 02                | Proporzionale                  | LSP                        | LSP                |
| Antonella Papiro              | Sicilia 2             | Sicilia 2 - 01             | Proporzionale                  | M5S                        | M5S                |
| Paolo Parentela               | Calabria              | Calabria - 02              | Proporzionale                  | M5S                        | M5S                |
| Martina Parisse               | Marche                | Marche - 02                | Proporzionale                  | M5S                        | M5S                |
| Ugo Parolo                    | Lombardia 2           | Lombardia 2 - 02           | 01 - Sondrio                   | Centro-destra              | LSP                |
| Luca Pastorino                | Liguria               | Liguria - 02               | Proporzionale                  | LeU                        | LeU                |
| Tullio Patassini              | Marche                | Marche - 01                | 03 - Macerata                  | Centro-destra              | LSP                |
| Cristina Patelli              | Piemonte 2            | Piemonte 2 - 02            | Proporzionale                  | LSP                        | LSP                |
| Paolo Paternoster             | Veneto 2              | Veneto 2 - 03              | 08 - San Bonifacio             | Centro-destra              | LSP                |
| Maria Laura Paxia             | Sicilia 2             | Sicilia 2 - 02             | 05 - Catania                   | M5S                        | M5S                |
| Claudio Pedrazzini            | Lombardia 4           | Lombardia 4 - 01           | 03 - Lodi                      | Centro-destra              | FI                 |
| Roberto Pella                 | Piemonte 1            | Piemonte 1 - 02            | Proporzionale                  | FI                         | FI                 |
| Nicola Pellicani              | Veneto 1              | Veneto 1 - 01              | Proporzionale                  | PD                         | PD                 |
| Leonardo Salvatore Penna      | Sicilia 1             | Sicilia 1 - 01             | 01 - Palermo 1                 | M5S                        | M5S                |
| Antonio Pentangelo            | Campania 1            | Campania 1 - 01            | Proporzionale                  | FI                         | FI                 |
| Mario Perantoni               | Sardegna              | Sardegna - 02              | 04 - Sassari                   | M5S                        | M5S                |
| Filippo Giuseppe Perconti     | Sicilia 1             | Sicilia 1 - 03             | Proporzionale                  | M5S                        | M5S                |
| Matteo Perego di Cremnago     | Lombardia 4           | Lombardia 4 - 01           | Proporzionale                  | FI                         | FI                 |
| Guido Germano Pettarin        | Friuli-Venezia Giulia | Friuli-Venezia Giulia - 01 | 02 - Gorizia                   | Centro-destra              | FI                 |
| Lino Pettazzi                 | Piemonte 2            | Piemonte 2 - 01            | Proporzionale                  | LSP                        | LSP                |
| Stefania Pezzopane            | Abruzzo               | Abruzzo - 02               | Proporzionale                  | PD                         | PD                 |
| Carlo Piastra                 | Emilia-Romagna        | Emilia-Romagna - 02        | Proporzionale                  | LSP                        | LSP                |
| Guglielmo Picchi              | Toscana               | Toscana - 01               | Proporzionale                  | LSP                        | LSP                |
| Flavia Piccoli Nardelli       | Lazio 1               | Lazio 1 - 01               | Proporzionale                  | PD                         | PD                 |
| Dedalo Pignatone              | Sicilia 1             | Sicilia 1 - 03             | 04 - Gela                      | M5S                        | M5S                |
| Giuditta Pini                 | Emilia-Romagna        | Emilia-Romagna - 01        | Proporzionale                  | PD                         | PD                 |
| Pietro Pittalis               | Sardegna              | Sardegna - 02              | Proporzionale                  | FI                         | FI                 |
| Luciano Pizzetti              | Lombardia 4           | Lombardia 4 - 02           | Proporzionale                  | PD                         | PD                 |
| Albrecht Plangger             | Trentino-Alto Adige   | Trentino-Alto Adige - 01   | 02 - Merano                    | SVP-PATT                   | Misto/ML           |
| Catia Polidori                | Umbria                | Umbria - 01                | Proporzionale                  | FI                         | FI                 |
| Barbara Pollastrini           | Lombardia 1           | Lombardia 1 - 01           | Proporzionale                  | PD                         | PD                 |
| Renata Polverini              | Lazio 2               | Lazio 2 - 01               | Proporzionale                  | FI                         | FI                 |
| Claudia Porchietto            | Piemonte 1            | Piemonte 1 - 02            | 08 - Moncalieri                | Centro-destra              | FI                 |
| Giacomo Portas                | Piemonte 1            | Piemonte 1 - 01            | Proporzionale                  | PD                         | PD                 |
| Manfredi Potenti              | Toscana               | Toscana - 04               | Proporzionale                  | LSP                        | LSP                |
| Stefania Prestigiacomo        | Sicilia 2             | Sicilia 2 - 03             | Proporzionale                  | FI                         | FI                 |
| Patrizia Prestipino           | Lazio 1               | Lazio 1 - 02               | 08 - Roma 08                   | Centro-sinistra            | PD                 |
| Erik Umberto Pretto           | Veneto 2              | Veneto 2 - 02              | Proporzionale                  | LSP                        | LSP                |
| Emanuele Prisco               | Umbria                | Umbria - 01                | 01 - Perugia                   | Centro-destra              | FDI                |
| Nicola Provenza               | Campania 2            | Campania 2 - 03            | 08 - Salerno                   | M5S                        | M5S                |
| Lia Quartapelle               | Lombardia 1           | Lombardia 1 - 03           | 13 - Milano 5                  | Centro-sinistra            | PD                 |
| Germano Racchella             | Veneto 2              | Veneto 2 - 02              | 06 - Bassano del Grappa        | Centro-destra              | LSP                |
| Fausto Raciti                 | Sicilia 2             | Sicilia 2 - 03             | Proporzionale                  | PD                         | PD                 |
| Raphael Raduzzi               | Veneto 2              | Veneto 2 - 01              | Proporzionale                  | M5S                        | M5S                |
| Angela Raffa                  | Sicilia 2             | Sicilia 2 - 01             | Proporzionale                  | M5S                        | M5S                |
| Elena Raffaelli               | Emilia-Romagna        | Emilia-Romagna - 01        | 15 - Rimini                    | Centro-destra              | LSP                |
| Fabio Rampelli                | Lazio 1               | Lazio 1 - 03               | Proporzionale                  | FDI                        | FDI                |
| Laura Ravetto                 | Lombardia 2           | Lombardia 2 - 02           | 05 - Como                      | Centro-destra              | FI                 |
| Alberto Ribolla               | Lombardia 3           | Lombardia 3 - 02           | Proporzionale                  | LSP                        | LSP                |
| Riccardo Ricciardi            | Toscana               | Toscana - 01               | Proporzionale                  | M5S                        | M5S                |
| Elisabetta Ripani             | Toscana               | Toscana - 04               | Proporzionale                  | FI                         | FI                 |
| Edoardo Rixi                  | Liguria               | Liguria - 02               | Proporzionale                  | LSP                        | LSP                |
| Walter Rizzetto               | Friuli-Venezia Giulia | Friuli-Venezia Giulia - 01 | Proporzionale                  | FDI                        | FDI                |
| Luca Rizzo Nervo              | Emilia-Romagna        | Emilia-Romagna - 03        | Proporzionale                  | PD                         | PD                 |
| Gianluca Rizzo                | Sicilia 2             | Sicilia 2 - 03             | Proporzionale                  | M5S                        | M5S                |
| Marco Rizzone                 | Liguria               | Liguria - 02               | 04 - Genova 2                  | M5S                        | M5S                |
| Cristian Romaniello           | Lombardia 4           | Lombardia 4 - 01           | Proporzionale                  | M5S                        | M5S                |
| Andrea Romano                 | Toscana               | Toscana - 02               | 13 - Livorno                   | Centro-sinistra            | PD                 |
| Paolo Nicolò Romano           | Piemonte 2            | Piemonte 2 - 01            | Proporzionale                  | M5S                        | M5S                |
| Ettore Rosato                 | Friuli-Venezia Giulia | Friuli-Venezia Giulia - 01 | Proporzionale                  | PD                         | PD                 |
| Gianluca Rospi                | Basilicata            | Basilicata - 01            | 02 - Matera                    | M5S                        | M5S                |
| Cristina Rossello             | Lombardia 1           | Lombardia 1 - 04           | Proporzionale                  | FI                         | FI                 |
| Andrea Rossi                  | Emilia-Romagna        | Emilia-Romagna - 02        | Proporzionale                  | PD                         | PD                 |
| Emanuela Rossini              | Trentino-Alto Adige   | Trentino-Alto Adige - 01   | Proporzionale                  | SVP-PATT                   | Misto/ML           |
| Roberto Rossini               | Marche                | Marche - 02                | Proporzionale                  | M5S                        | M5S                |
| Roberto Rosso                 | Piemonte 1            | Piemonte 1 - 01            | 02 - Torino 2                  | Centro-destra              | FI                 |
| Michela Rostan                | Campania 1            | Campania 1 - 01            | Proporzionale                  | LeU                        | LeU                |
| Mauro Rotelli                 | Lazio 2               | Lazio 2 - 01               | 01 - Viterbo                   | Centro-destra              | FDI                |
| Gianfranco Rotondi            | Abruzzo               | Abruzzo - 01               | Proporzionale                  | FI                         | FI                 |
| Alessia Rotta                 | Toscana               | Toscana - 04               | Proporzionale                  | PD                         | PD                 |
| Daniela Ruffino               | Piemonte 1            | Piemonte 1 - 02            | 09 - Pinerolo                  | Centro-destra              | FI                 |
| Andrea Ruggieri               | Lazio 1               | Lazio 1 - 01               | Proporzionale                  | FI                         | FI                 |
| Francesca Anna Ruggiero       | Puglia                | Puglia - 01                | 02 - Bari 2                    | M5S                        | M5S                |
| Carla Ruocco                  | Lazio 1               | Lazio 1 - 01               | Proporzionale                  | M5S                        | M5S                |
| Paolo Russo                   | Campania 1            | Campania 1 - 03            | Proporzionale                  | FI                         | FI                 |
| Giovanni Russo                | Campania 2            | Campania 2 - 02            | Proporzionale                  | M5S                        | M5S                |
| Gloria Saccani Jotti          | Lombardia 1           | Lombardia 1 - 01           | Proporzionale                  | FI                         | FI                 |
| Eugenio Saitta                | Sicilia 2             | Sicilia 2 - 03             | 07 - Paternò                   | M5S                        | M5S                |
| Angela Salafia                | Lazio 1               | Lazio 1 - 02               | Proporzionale                  | M5S                        | M5S                |
| Barbara Saltamartini          | Lazio 1               | Lazio 1 - 02               | Proporzionale                  | LSP                        | LSP                |
| Eugenio Sangregorio           | Estero                | –                          | –                              | USEI                       | Misto              |
| Jole Santelli                 | Calabria              | Calabria - 02              | Proporzionale                  | FI                         | FI                 |
| Francesco Sapia               | Calabria              | Calabria - 01              | 02 - Corigliano Calabro        | M5S                        | M5S                |
| Doriana Sarli                 | Campania 1            | Campania 1 - 02            | 05 - Napoli 1                  | M5S                        | M5S                |
| Carlo Sarro                   | Campania 2            | Campania 2 - 02            | Proporzionale                  | FI                         | FI                 |
| Giulia Sarti                  | Emilia-Romagna        | Emilia-Romagna - 01        | Proporzionale                  | M5S                        | M5S                |
| Rossano Sasso                 | Puglia                | Puglia - 02                | Proporzionale                  | LSP                        | LSP                |
| Elvira Savino                 | Puglia                | Puglia - 02                | Proporzionale                  | FI                         | FI                 |
| Sandra Savino                 | Friuli-Venezia Giulia | Friuli-Venezia Giulia - 01 | 04 - Codroipo                  | Centro-destra              | FI                 |
| Emanuele Scagliusi            | Puglia                | Puglia - 03                | 06 - Monopoli                  | M5S                        | M5S                |
| Ivan Scalfarotto              | Lombardia 1           | Lombardia 1 - 03           | Proporzionale                  | PD                         | PD                 |
| Lucia Scanu                   | Sardegna              | Sardegna - 01              | Proporzionale                  | M5S                        | M5S                |
| Filippo Scerra                | Sicilia 2             | Sicilia 2 - 03             | Proporzionale                  | M5S                        | M5S                |
| Angela Schirò                 | Estero                | –                          | –                              | PD                         | PD                 |
| Manfred Schullian             | Trentino-Alto Adige   | Trentino-Alto Adige - 01   | Proporzionale                  | SVP-PATT                   | Misto/ML           |
| Francesco Scoma               | Sicilia 1             | Sicilia 1 - 01             | Proporzionale                  | FI                         | FI                 |
| Elisa Scutellà                | Calabria              | Calabria - 01              | Proporzionale                  | M5S                        | M5S                |
| Stefania Segnana              | Trentino-Alto Adige   | Trentino-Alto Adige - 01   | Proporzionale                  | LSP                        | LSP                |
| Enrica Segneri                | Lazio 2               | Lazio 2 - 02               | Proporzionale                  | M5S                        | M5S                |
| Filippo Sensi                 | Toscana               | Toscana - 03               | Proporzionale                  | PD                         | PD                 |
| Debora Serracchiani           | Friuli-Venezia Giulia | Friuli-Venezia Giulia - 01 | Proporzionale                  | PD                         | PD                 |
| Davide Serritella             | Piemonte 1            | Piemonte 1 - 01            | Proporzionale                  | M5S                        | M5S                |
| Vittorio Sgarbi               | Emilia-Romagna        | Emilia-Romagna - 02        | Proporzionale                  | FI                         | FI                 |
| Paolo Siani                   | Campania 1            | Campania 1 - 02            | Proporzionale                  | PD                         | PD                 |
| Carlo Sibilia                 | Campania 2            | Campania 2 - 01            | Proporzionale                  | M5S                        | M5S                |
| Cosimo Sibilia                | Campania 2            | Campania 2 - 01            | Proporzionale                  | FI                         | FI                 |
| Giorgio Silli                 | Toscana               | Toscana - 01               | 05 - Prato                     | Centro-destra              | FI                 |
| Francesco Silvestri           | Lazio 1               | Lazio 1 - 03               | Proporzionale                  | M5S                        | M5S                |
| Rachele Silvestri             | Marche                | Marche - 01                | Proporzionale                  | M5S                        | M5S                |
| Marco Silvestroni             | Lazio 1               | Lazio 1 - 03               | 13 - Velletri                  | Centro-destra              | FDI                |
| Matilde Siracusano            | Sicilia 1             | Sicilia 1 - 02             | Proporzionale                  | FI                         | FI                 |
| Elisa Siragusa                | Estero                | –                          | –                              | M5S                        | M5S                |
| Francesco Paolo Sisto         | Puglia                | Puglia - 01                | Proporzionale                  | FI                         | FI                 |
| Michele Sodano                | Sicilia 1             | Sicilia 1 - 03             | 07 - Agrigento                 | M5S                        | M5S                |
| Alessandro Sorte              | Lombardia 3           | Lombardia 3 - 02           | 08 - Romano di Lombardia       | Centro-destra              | FI                 |
| Serse Soverini                | Emilia-Romagna        | Emilia-Romagna - 03        | 01 - Imola                     | Centro-sinistra            | Misto/CP-AP-PSI-AC |
| Diego Sozzani                 | Piemonte 2            | Piemonte 2 - 02            | Proporzionale                  | FI                         | FI                 |
| Vincenzo Spadafora            | Campania 1            | Campania 1 - 01            | 04 - Casoria                   | M5S                        | M5S                |
| Maria Edera Spadoni           | Emilia-Romagna        | Emilia-Romagna - 04        | Proporzionale                  | M5S                        | M5S                |
| Maria Spena                   | Lazio 1               | Lazio 1 - 03               | 14 - Marino                    | Centro-destra              | FI                 |
| Roberto Speranza              | Toscana               | Toscana - 03               | Proporzionale                  | LeU                        | LeU                |
| Arianna Spessotto             | Veneto 1              | Veneto 1 - 01              | Proporzionale                  | M5S                        | M5S                |
| Gilda Sportiello              | Campania 1            | Campania 1 - 02            | Proporzionale                  | M5S                        | M5S                |
| Luca Squeri                   | Lombardia 1           | Lombardia 1 - 02           | 10 - Cologno Monzese           | Centro-destra              | FI                 |
| Alberto Stefani               | Veneto 2              | Veneto 2 - 01              | 03 - Vigonza                   | Centro-destra              | LSP                |
| Nicola Stumpo                 | Calabria              | Calabria - 02              | Proporzionale                  | LeU                        | LeU                |
| Simona Suriano                | Sicilia 2             | Sicilia 2 - 02             | 06 - Misterbianco              | M5S                        | M5S                |
| Luca Sut                      | Friuli-Venezia Giulia | Friuli-Venezia Giulia - 01 | Proporzionale                  | M5S                        | M5S                |
| Bruno Tabacci                 | Lombardia 1           | Lombardia 1 - 03           | 12 - Milano 4                  | Centro-sinistra            | Misto/+Europa-CD   |
| Leonardo Tarantino            | Lombardia 2           | Lombardia 2 - 01           | 04 - Busto Arsizio             | Centro-destra              | LSP                |
| Annaelsa Tartaglione          | Puglia                | Puglia - 04                | Proporzionale                  | FI                         | FI                 |
| Antonio Tasso                 | Puglia                | Puglia - 04                | 15 - Cerignola                 | M5S                        | Misto/MAIE         |
| Anna Rita Tateo               | Puglia                | Puglia - 03                | Proporzionale                  | LSP                        | LSP                |
| Guia Termini                  | Lombardia 3           | Lombardia 3 - 02           | Proporzionale                  | M5S                        | M5S                |
| Claudia Maria Terzi           | Lombardia 1           | Lombardia 1 - 02           | Proporzionale                  | LSP                        | LSP                |
| Patrizia Terzoni              | Marche                | Marche - 02                | 04 - Ancona                    | M5S                        | M5S                |
| Rosa Alba Testamento          | Molise                | Molise - 01                | 01 - Isernia                   | M5S                        | M5S                |
| Paolo Tiramani                | Piemonte 2            | Piemonte 2 - 02            | 04 - Vercelli                  | Centro-destra              | LSP                |
| Gabriele Toccafondi           | Toscana               | Toscana - 03               | 01 - Firenze 1                 | Centro-sinistra            | Misto/CP-AP-PSI-AC |
| Angelo Tofalo                 | Campania 2            | Campania 2 - 03            | Proporzionale                  | M5S                        | M5S                |
| Maura Tomasi                  | Emilia-Romagna        | Emilia-Romagna - 02        | 04 - Ferrara                   | Centro-destra              | LSP                |
| Giovanni Battista Tombolato   | Emilia-Romagna        | Emilia-Romagna - 04        | 13 - Fidenza                   | Centro-destra              | LSP                |
| Renzo Tondo                   | Friuli-Venezia Giulia | Friuli-Venezia Giulia - 01 | 01 - Trieste                   | Centro-destra              | Misto/NCI          |
| Gianni Tonelli                | Emilia-Romagna        | Emilia-Romagna - 03        | Proporzionale                  | LSP                        | LSP                |
| Raffaele Topo                 | Campania 1            | Campania 1 - 03            | Proporzionale                  | PD                         | PD                 |
| Daniela Torto                 | Abruzzo               | Abruzzo - 01               | Proporzionale                  | M5S                        | M5S                |
| Paolo Trancassini             | Lazio 2               | Lazio 2 - 01               | 03 - Rieti                     | Centro-destra              | FDI                |
| Raffaele Trano                | Lazio 2               | Lazio 2 - 02               | Proporzionale                  | M5S                        | M5S                |
| Roberto Traversi              | Liguria               | Liguria - 01               | 03 - Genova 1                  | M5S                        | M5S                |
| Davide Tripiedi               | Lombardia 1           | Lombardia 1 - 01           | Proporzionale                  | M5S                        | M5S                |
| Elisa Tripodi                 | Valle d'Aosta         | –                          | –                              | M5S                        | M5S                |
| Maria Tripodi                 | Calabria              | Calabria - 02              | Proporzionale                  | FI                         | FI                 |
| Giorgio Trizzino              | Sicilia 1             | Sicilia 1 - 01             | 02 - Palermo 2                 | M5S                        | M5S                |
| Francesca Troiano             | Puglia                | Puglia - 04                | Proporzionale                  | M5S                        | M5S                |
| Riccardo Tucci                | Calabria              | Calabria - 02              | Proporzionale                  | M5S                        | M5S                |
| Roberto Turri                 | Veneto 2              | Veneto 2 - 03              | Proporzionale                  | LSP                        | LSP                |
| Manuel Tuzi                   | Lazio 1               | Lazio 1 - 02               | Proporzionale                  | M5S                        | M5S                |
| Massimo Ungaro                | Estero                | –                          | –                              | PD                         | PD                 |
| Gianluca Vacca                | Abruzzo               | Abruzzo - 01               | Proporzionale                  | M5S                        | M5S                |
| Vania Valbusa                 | Veneto 2              | Veneto 2 - 03              | Proporzionale                  | LSP                        | LSP                |
| Simone Valente                | Liguria               | Liguria - 02               | Proporzionale                  | M5S                        | M5S                |
| Valentino Valentini           | Lombardia 1           | Lombardia 1 - 02           | Proporzionale                  | FI                         | FI                 |
| Andrea Vallascas              | Sardegna              | Sardegna - 01              | Proporzionale                  | M5S                        | M5S                |
| Sergio Vallotto               | Veneto 1              | Veneto 1 - 01              | Proporzionale                  | LSP                        | LSP                |
| Maria Carolina Varchi         | Sicilia 1             | Sicilia 1 - 03             | Proporzionale                  | FDI                        | FDI                |
| Adriano Varrica               | Sicilia 1             | Sicilia 1 - 01             | Proporzionale                  | M5S                        | M5S                |
| Franco Vazio                  | Liguria               | Liguria - 01               | Proporzionale                  | PD                         | PD                 |
| Walter Verini                 | Umbria                | Umbria - 01                | Proporzionale                  | PD                         | PD                 |
| Giuseppina Versace            | Lombardia 2           | Lombardia 2 - 01           | 02 - Varese                    | Centro-destra              | FI                 |
| Giovanni Vianello             | Puglia                | Puglia - 03                | Proporzionale                  | M5S                        | M5S                |
| Simona Vietina                | Emilia-Romagna        | Emilia-Romagna - 01        | 02 - Cesena                    | Centro-destra              | FI                 |
| Stefano Vignaroli             | Lazio 1               | Lazio 1 - 03               | Proporzionale                  | M5S                        | M5S                |
| Virginia Villani              | Campania 2            | Campania 2 - 03            | 07 - Scafati                   | M5S                        | M5S                |
| Alessio Villarosa             | Sicilia 2             | Sicilia 2 - 01             | 02 - Barcellona Pozzo di Gotto | M5S                        | M5S                |
| Gianluca Vinci                | Emilia-Romagna        | Emilia-Romagna - 04        | Proporzionale                  | LSP                        | LSP                |
| Antonio Viscomi               | Calabria              | Calabria - 02              | Proporzionale                  | PD                         | PD                 |
| Catello Vitiello              | Campania 1            | Campania 1 - 03            | 12 - Castellammare di Stabia   | M5S                        | Misto/MAIE         |
| Elio Vito                     | Puglia                | Puglia - 02                | Proporzionale                  | FI                         | FI                 |
| Lorenzo Viviani               | Liguria               | Liguria - 01               | Proporzionale                  | LSP                        | LSP                |
| Gloria Vizzini                | Toscana               | Toscana - 01               | Proporzionale                  | M5S                        | M5S                |
| Leda Volpi                    | Liguria               | Liguria - 01               | Proporzionale                  | M5S                        | M5S                |
| Raffaele Volpi                | Lombardia 4           | Lombardia 4 - 02           | 05 - Suzzara                   | Centro-destra              | LSP                |
| Alessandro Zan                | Veneto 2              | Veneto 2 - 01              | Proporzionale                  | PD                         | PD                 |
| Federica Zanella              | Lombardia 1           | Lombardia 1 - 03           | 14 - Milano 6                  | Centro-destra              | FI                 |
| Pierantonio Zanettin          | Veneto 2              | Veneto 2 - 02              | 05 - Vicenza                   | Centro-destra              | FI                 |
| Paolo Zangrillo               | Piemonte 1            | Piemonte 1 - 01            | Proporzionale                  | FI                         | FI                 |
| Davide Zanichelli             | Emilia-Romagna        | Emilia-Romagna - 04        | Proporzionale                  | M5S                        | M5S                |
| Giulia Zanotelli              | Trentino-Alto Adige   | Trentino-Alto Adige - 01   | 04 - Trento                    | Centro-destra              | LSP                |
| Diego Zardini                 | Veneto 2              | Veneto 2 - 03              | Proporzionale                  | PD                         | PD                 |
| Antonio Zennaro               | Abruzzo               | Abruzzo - 02               | 02 - Teramo                    | M5S                        | M5S                |
| Francesco Zicchieri           | Lazio 2               | Lazio 2 - 02               | 04 - Frosinone                 | Centro-destra              | LSP                |
| Edoardo Ziello                | Toscana               | Toscana - 02               | 10 - Pisa                      | Centro-destra              | LSP                |
| Eugenio Zoffili               | Lombardia 2           | Lombardia 2 - 02           | Proporzionale                  | LSP                        | LSP                |
| Alberto Zolezzi               | Lombardia 4           | Lombardia 4 - 02           | Proporzionale                  | M5S                        | M5S                |
| Adolfo Zordan                 | Veneto 2              | Veneto 2 - 01              | Proporzionale                  | LSP                        | LSP                |
| Riccardo Zucconi              | Toscana               | Toscana - 01               | 09 - Lucca                     | Centro-destra              | FDI                |

## Surrogazione dei candidati plurieletti
Di seguito i deputati plurieletti in più circoscrizioni e i relativi deputati surroganti.
| Lista | Plurieletto                 | Collegio di elezione         | Surrogante                  | Collegio plurinominale     |
| ----- | --------------------------- | ---------------------------- | --------------------------- | -------------------------- |
| LSP   | Giorgia Andreuzza           | Veneto 1 - U 01              | Alex Bazzaro                | Veneto 1 - 01              |
| PD    | Lucia Annibali              | Veneto 2 - P 02              | Francesca Bonomo            | Piemonte 1 - 02            |
| PD    | Lucia Annibali              | Veneto 2 - P 02              | Enrico Borghi               | Piemonte 2 - 02            |
| PD    | Lucia Annibali              | Veneto 2 - P 02              | Diego Zardini               | Veneto 2 - 03              |
| LSP   | Giuseppe Ercole Bellachioma | Abruzzo - P 01               | Luigi D'Eramo               | Abruzzo - 02               |
| FI    | Deborah Bergamini           | Toscana - U 08               | Erica Mazzetti              | Toscana - 01               |
| LSP   | Simona Bordonali            | Lombardia 3 - U 01           | Massimiliano Capitanio      | Lombardia 1 - 01           |
| LSP   | Simona Bordonali            | Lombardia 3 - U 01           | Eva Lorenzoni               | Lombardia 3 - 01           |
| LSP   | Claudio Borghi              | Toscana - P 02               | Manfredi Potenti            | Toscana - 04               |
| PD    | Maria Elena Boschi          | Trentino-Alto Adige - U 01   | Carmelo Miceli              | Sicilia 1 - 02             |
| PD    | Maria Elena Boschi          | Trentino-Alto Adige - U 01   | Pietro Navarra              | Sicilia 2 - 01             |
| PD    | Maria Elena Boschi          | Trentino-Alto Adige - U 01   | Fausto Raciti               | Sicilia 2 - 03             |
| PD    | Maria Elena Boschi          | Trentino-Alto Adige - U 01   | Luciano Pizzetti            | Lombardia 4 - 02           |
| PD    | Maria Elena Boschi          | Trentino-Alto Adige - U 01   | Micaela Campana             | Lazio 1 - 03               |
| FI    | Michela Vittoria Brambilla  | Lombardia 1 - U 01           | Cristina Rossello           | Lombardia 1 - 04           |
| FI    | Renato Brunetta             | Veneto 1 - U 02              | Roberto Caon                | Veneto 2 - 01              |
| FI    | Annagrazia Calabria         | Lazio 1 - U 03               | Andrea Ruggieri             | Lazio 1 - 01               |
| FDI   | Maria Cristina Caretta      | Veneto 2 - U 07              | Luca De Carlo               | Veneto 1 - 02              |
| FDI   | Maria Cristina Caretta      | Veneto 2 - U 07              | Ciro Maschio                | Veneto 2 - 03              |
| FI    | Mara Carfagna               | Campania 1 - P 02            | Marta Antonia Fascina       | Campania 1 - 01            |
| FI    | Alessandro Cattaneo         | Lombardia 4 - U 02           | Matteo Perego di Cremnago   | Lombardia 4 - 01           |
| M5S   | Andrea Cecconi              | Marche - U 06                | Roberto Rossini             | Marche - 02                |
| LSP   | Silvana Comaroli            | Lombardia 4 - U 04           | Fabio Massimo Boniardi      | Lombardia 1 - 04           |
| LSP   | Silvana Comaroli            | Lombardia 4 - U 04           | Giuseppe Ercole Bellachioma | Abruzzo - 01               |
| LSP   | Silvana Comaroli            | Lombardia 4 - U 04           | Claudia Gobbato             | Lombardia 4 - 02           |
| M5S   | Giuseppe D'Ambrosio         | Puglia - U 04                | Francesca Troiano           | Puglia - 04                |
| M5S   | Francesco D'Uva             | Sicilia 2 - U 01             | Antonella Papiro            | Sicilia 2 - 01             |
| PD    | Rosa Maria Di Giorgi        | Toscana - U 02               | Filippo Sensi               | Toscana - 03               |
| PD    | Rosa Maria Di Giorgi        | Toscana - U 02               | Lucia Ciampi                | Toscana - 02               |
| FI    | Marzia Ferraioli            | Campania 2 - 10              | Luigi Casciello             | Campania 2 - 03            |
| M5S   | Roberto Fico                | Campania 1 - U 08            | Flora Frate                 | Campania 1 - 02            |
| M5S   | Ilaria Fontana              | Lazio 2 - U 05               | Enrica Segneri              | Lazio 2 - 02               |
| LSP   | Sara Foscolo                | Liguria - U 02               | Lorenzo Viviani             | Liguria - 01               |
| FDI   | Paola Frassinetti           | Lombardia 1 - U 04           | Marco Osnato                | Lombardia 2 - 02           |
| FDI   | Paola Frassinetti           | Lombardia 1 - U 04           | Giovanni Donzelli           | Toscana - 01               |
| PD    | Maria Chiara Gadda          | Lombardia 2 - P 01           | Matteo Colaninno            | Lombardia 4 - 01           |
| M5S   | Luigi Gallo                 | Campania 1 - U 11            | Carmen Di Lauro             | Campania 1 - 03            |
| LSP   | Vannia Gava                 | Friuli-Venezia Giulia - U 05 | Massimiliano Panizzut       | Friuli-Venezia Giulia - 01 |
| FI    | Mariastella Gelmini         | Lombardia 3 - U 03           | Pasquale Cannatelli         | Lombardia 1 - 03           |
| FI    | Mariastella Gelmini         | Lombardia 3 - U 03           | Andrea Orsini               | Lombardia 3 - 01           |
| PD    | Paolo Gentiloni             | Lazio 1 - U 01               | Mario Morgoni               | Marche - 01                |
| FI    | Sestino Giacomoni           | Lazio 1 - P 03               | Patrizia Marrocco           | Lazio 2 - 02               |
| M5S   | Giulia Grillo               | Sicilia 2 - U 04             | Santi Cappellani            | Sicilia 2 - 02             |
| LSP   | Arianna Lazzarini           | Veneto 2 - U 02              | Adolfo Zordan               | Veneto 2 - 01              |
| M5S   | Marialucia Lorefice         | Sicilia 2 - U 08             | Gianluca Rizzo              | Sicilia 2 - 03             |
| LSP   | Elena Lucchini              | Lombardia 4 - U 01           | Gualtiero Caffaratto        | Piemonte 1 - 02            |
| LSP   | Elena Lucchini              | Lombardia 4 - U 01           | Marco Maggioni              | Lombardia 4 - 01           |
| LSP   | Elena Lucchini              | Lombardia 4 - U 01           | Rossana Boldi               | Piemonte 2 - 01            |
| PD    | Maria Anna Madia            | Lazio 1 - U 02               | Michele Anzaldi             | Lazio 1 - 02               |
| PD    | Maria Anna Madia            | Lazio 1 - U 02               | Martina Nardi               | Toscana - 01               |
| PD    | Maria Anna Madia            | Lazio 1 - U 02               | Flavia Piccoli Nardelli     | Lazio 1 - 01               |
| M5S   | Maria Marzana               | Sicilia 2 - U 09             | Filippo Scerra              | Sicilia 2 - 03             |
| FDI   | Giorgia Meloni              | Lazio 2 - U 07               | Carlo Fidanza               | Lombardia 1 - 03           |
| FDI   | Giorgia Meloni              | Lazio 2 - U 07               | Federico Mollicone          | Lazio 1 - 01               |
| FDI   | Giorgia Meloni              | Lazio 2 - U 07               | Fabio Rampelli              | Lazio 1 - 03               |
| FDI   | Giorgia Meloni              | Lazio 2 - U 07               | Maria Teresa Bellucci       | Lazio 1 - 02               |
| FI    | Lorena Milanato             | Veneto 2 - U 04              | Dario Bond                  | Veneto 1 - 02              |
| FI    | Lorena Milanato             | Veneto 2 - U 04              | Marco Marin                 | Veneto 2 - 03              |
| PD    | Marco Minniti               | Campania 2 - P 03            | Nicola Pellicani            | Veneto 1 - 01              |
| LSP   | Riccardo Molinari           | Piemonte 2 - U 05            | Lino Pettazzi               | Piemonte 2 - 01            |
| LSP   | Riccardo Molinari           | Piemonte 2 - U 05            | Marzio Liuni                | Piemonte 2 - 02            |
| FI    | Stefano Mugnai              | Toscana - P 03               | Elisabetta Ripani           | Toscana - 04               |
| PD    | Lisa Noja                   | Lombardia 1 - P 04           | Ivan Scalfarotto            | Lombardia 1 - 3            |
| FI    | Roberto Occhiuto            | Calabria - P 01              | Maria Tripodi               | Calabria - 02              |
| PD    | Pier Carlo Padoan           | Toscana - U 12               | Giacomo Portas              | Piemonte 1 - 01            |
| PD    | Barbara Pollastrini         | Lombardia 1 - P 01           | Gianfranco Librandi         | Lombardia 1 - 02           |
| FI    | Claudia Porchietto          | Piemonte 1 - U 08            | Roberto Pella               | Piemonte 1 - 02            |
| FI    | Stefania Prestigiacomo      | Sicilia 2 - P 03             | Antonino Germanà            | Sicilia 2 - 01             |
| FI    | Laura Ravetto               | Lombardia 2 - U 05           | Antonio Palmieri            | Lombardia 2 - 02           |
| LSP   | Edoardo Rixi                | Liguria - P 02               | Flavio Di Muro              | Liguria - 01               |
| FI    | Daniela Ruffino             | Piemonte 1 - U 09            | Diego Sozzani               | Piemonte 2 - 02            |
| LSP   | Barbara Saltamartini        | Lazio 1 - P 02               | Giuseppe Basini             | Lazio 1 - 01               |
| LSP   | Barbara Saltamartini        | Lazio 1 - P 02               | Filippo Maturi              | Lazio 2 - 01               |
| LSP   | Barbara Saltamartini        | Lazio 1 - P 02               | Sara De Angelis             | Lazio 1 - 03               |
| FI    | Sandra Savino               | Friuli-Venezia Giulia - U 04 | Roberto Novelli             | Friuli-Venezia Giulia      |
| M5S   | Simona Suriano              | Sicilia 2 - U 06             | Luciano Cantone             | Sicilia 2 - 02             |
| LSP   | Claudia Maria Terzi         | Lombardia 1 - P 02           | Dario Galli                 | Lombardia 2 - 01           |
| LSP   | Claudia Maria Terzi         | Lombardia 1 - P 02           | Alberto Ribolla             | Lombardia 3 - 02           |
| M5S   | Patrizia Terzoni            | Marche - U 04                | Martina Parisse             | Marche - 02                |
| LSP   | Maura Tomasi                | Emilia Romagna 2 - U 04      | Guglielmo Golinelli         | Emilia-Romagna - 02        |
| FI    | Giuseppina Versace          | Lombardia 2 - U 02           | Carlo Fatuzzo               | Lombardia 2 - 01           |

1. ↑  Simona Bordonali eletta nel collegio Lombardia 3 - U 01
2. ↑  Maurizio Carrara eletto nel collegio Toscana - U 06
3. ↑  Sestino Giacomoni eletto nel collegio Lazio 1 - P 03
4. ↑  Lorena Milanato eletta nel collegio Veneto 2 - U 04
5. ↑  Laura Ravetto eletta nel collegio Lombardia 2 - U 05
6. ↑  Andrea Dara eletto nel collegio Lombardia 4 - U 06
7. ↑  Rosalia Guarnieri decedura l'11 marzo 2018
8. ↑  Alessio Butti eletto nel collegio Lombardia 2 - U 08 e Maria Cristina Caretta nel collegio Veneto 2 - U 07
9. ↑  Elena Maccanti eletta nel collegio Piemonte 1 - P 01
10. ↑  Silvana Comaroli eletta nel collegio Lombardia 4 - U 04

## Modifiche intervenute

### Modifiche intervenute nella composizione dell'assemblea
| Uscente                | Subentrante           | Data cessazione | Data subentro | Gruppo subentrante | Causa cessazione |
| ---------------------- | --------------------- | --------------- | ------------- | ------------------ | --- |
| Massimiliano Fedriga   | Aurelia Bubisutti     | 08.05.2018      | 25.07.2018    | LSP                | Dimissioni (incompatibilità con la carica di presidente della Giunta regionale del Friuli-Venezia Giulia)                                                                                       |
| Claudia Terzi          | Luca Toccalini        | 27.06.2018      | 26.07.2018    | LSP                | Dimissioni (incompatibilità con la carica di assessora alle Infrastrutture e trasporti della Regione Lombardia)                                                                                 |
| Iolanda Nanni          | Valentina Barzotti    | 27.08.2018      | 11.09.2018    | M5S                | Decesso |
| David Ermini           | Umberto Buratti       | 25.09.2018      | 26.09.2018    | PD                 | Dimissioni (incompatibilità con la carica di vicepresidente del Consiglio superiore della magistratura)                                                                                         |
| Andrea Mura (Misto)    | Andrea Frailis        | 27.09.2018      | 24.01.2019    | PD                 | Dimissioni (sostituzione dopo le elezioni suppletive nel collegio Cagliari del 20.01.2019) |
| Stefania Segnana       | Tiziana Piccolo       | 09.01.2019      | 10.01.2019    | LSP                | Dimissioni (incompatibilità con la carica di assessora alla Salute della Provincia autonoma di Trento)                                                                                          |
| Giulia Zanotelli       | Martina Loss          | 09.01.2019      | 31.05.2019    | LSP                | Dimissioni (incompatibilità con la carica di assessora all'Agricoltura della Provincia autonoma di Trento; sostituzione dopo le elezioni suppletive nel collegio Trento del 26.05.2019)         |
| Maurizio Fugatti       | Mauro Sutto           | 09.01.2019      | 01.06.2019    | LSP                | Dimissioni (incompatibilità con la carica di presidente della Provincia autonoma di Trento; sostituzione dopo le elezioni suppletive nel collegio Pergine Valsugana del 26.05.2019)             |
| Guido Crosetto         | Lucrezia Mantovani    | 13.03.2019      | 15.03.2019    | FDI                | Dimissioni (incompatibilità con la carica di presidente della Federazione Aziende Italiane per l'Aerospazio, la Difesa e la Sicurezza)                                                          |
| Carlo Fidanza          | Maria Teresa Baldini  | 27.06.2019      | 28.06.2019    | FDI                | Dimissioni (incompatibilità con la carica di europarlamentare) |
| Paolo Gentiloni        | Roberto Gualtieri     | 02.12.2019      | 04.03.2020    | PD                 | Dimissioni (incompatibilità con la carica di Commissario europeo per gli affari economici e monetari; sostituzione dopo le elezioni suppletive nel collegio Roma-Trionfale del 1º.03.2020)      |
| Jole Santelli          | Domenico Giannetta    | 31.03.2020      | 02.04.2020    | FI                 | Dimissioni (incompatibilità con la carica di Presidente della Giunta regionale della Calabria)                                                                                                  |
| Domenico Giannetta     | Sergio Torromino      | 07.05.2020      | 08.05.2020    | FI                 | Dimissioni (incompatibilità con la carica di consigliere regionale della Calabria) |
| Luca De Carlo (FDI)    | Giuseppe Paolin       | 05.08.2020      | 05.08.2020    | LSP                | Annullata elezione in seguito al riconteggio delle schede nella circoscrizione Veneto 1 il 1º.07.2020                                                                                           |
| Antonello Giacomelli   | Luca Sani             | 30.09.2020      | 30.09.2020    | PD                 | Dimissioni (incompatibilità con la carica di commissario per le infrastrutture e le reti dell'Autorità per le garanzie nelle comunicazioni)                                                     |
| Francesco Acquaroli    | Lucia Albano          | 22.10.2020      | 22.10.2020    | FDI                | Dimissioni (incompatibilità con la carica di Presidente della Giunta regionale delle Marche) |
| Pier Carlo Padoan      | Enrico Letta          | 04.11.2020      | 06.10.2021    | PD                 | Dimissioni (in seguito alla nomina nel consiglio di amministrazione di UniCredit; sostituzione dopo le elezioni suppletive nel collegio Siena del 3 e 4.10.2021)                                |
| Giorgia Latini         | Mauro Lucentini       | 10.11.2020      | 11.11.2020    | LSP                | Dimissioni (incompatibilità con la carica di assessora a Cultura, Istruzione e Sport della Regione Marche)                                                                                      |
| Maurizio Martina       | Giovanni Sanga        | 20.01.2021      | 21.01.2021    | PD                 | Dimissioni (in seguito alla nomina come vicedirettore generale aggiunto dell'Organizzazione delle Nazioni Unite per l'alimentazione e l'agricoltura)                                            |
| Guido Guidesi          | Matteo Micheli        | 17.02.2021      | 17.02.2021    | LSP                | Dimissioni (incompatibilità con la carica di assessore allo Sviluppo Economico della Regione Lombardia)                                                                                         |
| Alessandra Locatelli   | Silvana Snider        | 17.02.2021      | 17.02.2021    | LSP                | Dimissioni (incompatibilità con la carica di assessora alla Famiglia, Solidarietà sociale, Disabilità e Pari opportunità della Regione Lombardia)                                               |
| Marco Minniti          | Eva Avossa            | 11.03.2021      | 11.03.2021    | PD                 | Dimissioni (in seguito alla nomina come consulente presso Leonardo a guida della Fondazione Med-Or)                                                                                             |
| Giovanni Sanga         | Graziella Leyla Ciagà | 13.04.2021      | 14.04.2021    | PD                 | Dimissioni (aver optato di mantenere la carica di Presidente della Società per l'Aeroporto Civile di Bergamo-Orio al Serio)                                                                     |
| Guglielmo Epifani      | Maria Flavia Timbro   | 07.06.2021      | 09.06.2021    | LeU                | Decesso |
| Emanuela Del Re (M5S)  | Andrea Casu           | 30.06.2021      | 08.10.2021    | PD                 | Dimissioni (incompatibilità con la carica di Rappresentante speciale dell'Unione europea per il Sahel; sostituzione dopo le elezioni suppletive nel collegio Roma Primavalle del 3 e 4.10.2021) |
| Roberto Occhiuto       | Andrea Gentile        | 04.11.2021      | 04.11.2021    | FI                 | Dimissioni (incompatibilità con la carica di Presidente della Giunta regionale della Calabria)                                                                                                  |
| Roberto Gualtieri      | Cecilia D'Elia        | 04.11.2021      | 19.01.2022    | PD                 | Dimissioni (incompatibilità con la carica di Sindaco di Roma; sostituzione dopo le elezioni suppletive nel collegio Roma-Trionfale del 16.01.2022)                                              |
| Vincenzo Fasano        | Rossella Sessa        | 23.01.2022      | 25.01.2022    | FI                 | Decesso |
| Massimiliano Capitanio | Marina Romanò         | 27.05.2022      | 30.05.2022    | LSP                | Dimissioni (incompatibilità con la carica di commissario per le infrastrutture e le reti dell'Autorità per le garanzie nelle comunicazioni)                                                     |
| Elio Vito (FI)         | Michaela Di Donna     | 13.07.2022      | 13.07.2022    | Misto              | Dimissioni |

### Modifiche intervenute nella composizione dei gruppi

#### Movimento 5 Stelle
- In data 26.07.2018 lascia il gruppo Andrea Mura, che aderisce al gruppo misto.
- In data 07.12.2018 lascia il gruppo Matteo Dall'Osso, che aderisce al gruppo FI.
- In data 17.04.2019 lascia il gruppo Sara Cunial, che aderisce al gruppo misto.
- In data 01.07.2019 lasciano il gruppo Veronica Giannone e Gloria Vizzini, che aderiscono al gruppo misto.
- In data 10.07.2019 lascia il gruppo Davide Galantino, che aderisce al gruppo misto.
- In data 03.01.2020 lasciano il gruppo Gianluca Rospi e Nunzio Angiola, che aderiscono al gruppo misto.
- In data 07.01.2020 lascia il gruppo Lorenzo Fioramonti, che aderisce al gruppo misto.
- In data 09.01.2020 lasciano il gruppo Massimiliano De Toma e Rachele Silvestri, che aderiscono al gruppo misto.
- In data 14.01.2020 lascia il gruppo Santi Cappellani, che aderisce al gruppo misto.
- In data 21.01.2020 lasciano il gruppo Nadia Aprile e Michele Nitti, che aderiscono al gruppo misto.
- In data 04.02.2020 lascia il gruppo Flora Frate, che aderisce al gruppo misto.
- In data 18.03.2020 lascia il gruppo Raffaele Trano, che aderisce al gruppo misto.
- In data 23.04.2020 lascia il gruppo Antonio Zennaro, che aderisce al gruppo misto.
- In data 24.04.2020 lascia il gruppo Fabiola Bologna, che aderisce al gruppo misto.
- In data 06.05.2020 lascia il gruppo Rosalba De Giorgi, che aderisce al gruppo misto.
- In data 20.05.2020 lascia il gruppo Nicola Acunzo, che aderisce al gruppo misto.
- In data 22.06.2020 lascia il gruppo Alessandra Ermellino, che aderisce al gruppo misto.
- In data 07.08.2020 lascia il gruppo Paolo Lattanzio, che aderisce al gruppo misto.
- In data 02.09.2020 lascia il gruppo Piera Aiello, che aderisce al gruppo misto.
- In data 21.09.2020 lascia il gruppo Marco Rizzone, che aderisce al gruppo misto.
- In data 20.10.2020 lascia il gruppo Paolo Nicolò Romano, che aderisce al gruppo misto.
- In data 27.10.2020 lascia il gruppo Rina De Lorenzo, che aderisce al gruppo LeU.
- In data 23.11.2020 lascia il gruppo Elisa Siragusa, che aderisce al gruppo misto.
- In data 10.12.2020 lasciano il gruppo Fabio Berardini, Carlo Ugo De Girolamo, Mara Lapia e Antonio Lombardo, che aderiscono al gruppo misto.
- In data 04.02.2021 lascia il gruppo Emilio Carelli, che aderisce al gruppo misto.
- In data 18.02.2021 lascia il gruppo Giuseppe D'Ambrosio, che aderisce al gruppo misto.
- In data 19.02.2021 lasciano il gruppo Massimo Enrico Baroni, Pino Cabras, Andrea Colletti, Emanuela Corda, Jessica Costanzo, Francesco Forciniti, Paolo Giuliodori, Alvise Maniero, Rosa Menga, Maria Laura Paxia, Raphael Raduzzi, Giovanni Russo, Francesco Sapia, Doriana Sarli, Michele Sodano, Arianna Spessotto, Guia Termini, Rosa Alba Testamento, Andrea Vallascas, Alessio Villarosa e Leda Volpi, che aderiscono al gruppo misto.
- In data 02.03.2021 lasciano il gruppo Yana Chiara Ehm, Cristian Romaniello e Simona Suriano, che aderiscono al gruppo misto.
- In data 24.03.2021 lascia il gruppo Giorgio Trizzino, che aderisce al gruppo misto.
- In data 21.04.2021 lascia il gruppo Felice Mariani, che aderisce al gruppo LSP.
- In data 27.05.2021 lascia il gruppo Martina Parisse, che aderisce al gruppo CI.
- In data 30.06.2021 la consistenza del gruppo diminuisce di un'unità per l'adesione al gruppo PD di Andrea Casu, proclamato eletto in surrogazione di Emanuela Del Re.
- In data 12.07.2021 lascia il gruppo Devis Dori, che aderisce al gruppo LeU.
- In data 15.09.2021 lascia il gruppo Giovanni Vianello, che aderisce al gruppo misto.
- In data 24.12.2021 lascia il gruppo Lucia Scanu, che aderisce al gruppo misto.
- In data 20.01.2022 lascia il gruppo Bernardo Marino, che aderisce al gruppo misto.
- In data 03.03.2022 lascia il gruppo Angela Ianaro, che aderisce al gruppo PD.
- In data 15.04.2022 lascia il gruppo Francesca Troiano, che aderisce al gruppo misto.
- In data 21.06.2022 lasciano il gruppo Cosimo Adelizzi, Roberta Alaimo, Alessandro Amitrano, Giovanni Luca Aresta, Sergio Battelli, Luciano Cadeddu, Vittoria Casa, Andrea Caso, Gianpaolo Cassese, Laura Castelli, Luciano Cillis, Federica Daga, Paola Deiana, Daniele Del Grosso, Margherita Del Sesto, Luigi Di Maio, Giuseppe D'Ippolito, Gianfranco Di Sarno, Iolanda Di Stasio, Manlio Di Stefano, Francesco D'Uva, Mattia Fantinati, Marialuisa Faro, Luca Frusone, Chiara Gagnarli, Filippo Gallinella, Andrea Giarrizzo, Conny Giordano, Marta Grande, Nicola Grimaldi, Marianna Iorio, Luigi Iovino, Giuseppe L'Abbate, Caterina Licatini, Anna Macina, Pasquale Maglione, Alberto Manca, Generoso Maraia, Vita Martinciglio, Dalila Nesci, Maria Pallini, Gianluca Rizzo, Carla Ruocco, Emanuele Scagliusi, Davide Serritella, Vincenzo Spadafora, Patrizia Terzoni, Gianluca Vacca, Simone Valente e Stefano Vignaroli, che aderiscono al gruppo IpF.
- In data 24.06.2022 lascia il gruppo Lucia Azzolina, che aderisce al gruppo IpF.
- In data 27.06.2022 aderisce al gruppo Vita Martinciglio, proveniente dal gruppo IpF.
- In data 03.07.2022 lascia il gruppo Francesco Berti, che aderisce al gruppo IpF.
- In data 21.07.2022 lascia il gruppo Maria Soave Alemanno, che aderisce al gruppo IV.
- In data 28.07.2022 lasciano il gruppo Alessandra Carbonaro e Niccolò Invidia, che aderiscono al gruppo misto.
- In data 29.07.2022 lasciano il gruppo Maurizio Cattoi, Davide Crippa e Federico D'Incà, che aderiscono al gruppo misto.
- In data 31.07.2022 lascia il gruppo Federica Dieni, che aderisce al gruppo misto.
- In data 09.08.2022 lascia il gruppo Sabrina De Carlo, che aderisce al gruppo misto.

#### Lega per Salvini Premier
- In data 09.09.2019 lascia il gruppo Carmelo Lo Monte, che aderisce al gruppo misto.
- In data 03.12.2019 aderisce al gruppo Antonino Minardo, proveniente dal gruppo FI.
- In data 05.08.2020 aderisce al gruppo Benedetta Fiorini, proveniente dal gruppo FI.
- In data 05.08.2020 la consistenza del gruppo aumenta di un'unità essendo stata annullata l'elezione di Luca De Carlo (già appartenente a FDI), in surrogazione del quale è proclamato eletto Giuseppe Paolin, che aderisce al gruppo LSP.
- In data 19.11.2020 aderiscono al gruppo Maurizio Carrara, Laura Ravetto e Federica Zanella, provenienti dal gruppo FI.
- In data 18.01.2021 aderisce al gruppo Antonio Zennaro, proveniente dal gruppo misto.
- In data 19.02.2021 lascia il gruppo Gianluca Vinci, che aderisce al gruppo FDI.
- In data 08.04.2021 aderisce al gruppo Antonino Germanà, proveniente dal gruppo Misto/NCI-USEI-Rinascimento-ADC.
- In data 21.04.2021 aderisce al gruppo Felice Mariani, proveniente dal gruppo M5S.
- In data 27.05.2021 lascia il gruppo Tiziana Piccolo, che aderisce a CI; in pari data torna nel gruppo LSP.
- In data 23.09.2021 aderisce al gruppo Francesco Scoma, proveniente dal gruppo IV.
- In data 17.05.2022 lascia il gruppo Francesco Zicchieri, che aderisce al gruppo misto.
- In data 07.07.2022 lascia il gruppo Tiziana Piccolo, che aderisce al gruppo Misto/CI.

#### Partito Democratico
- In data 24.01.2019 la consistenza del gruppo aumenta di un'unità per l'adesione di Andrea Frailis, proclamato eletto in surrogazione di Andrea Mura già appartenente al gruppo M5S.
- In data 13.06.2019 lascia il gruppo Daniela Cardinale, che aderisce al gruppo misto.
- In data 19.09.2019 lasciano il gruppo Lucia Annibali, Michele Anzaldi, Maria Elena Boschi, Nicola Carè, Matteo Colaninno, Camillo D'Alessandro, Vito De Filippo, Mauro Del Barba, Marco Di Maio, Cosimo Maria Ferri, Silvia Fregolent, Maria Chiara Gadda, Roberto Giachetti, Gianfranco Librandi, Luigi Marattin, Gennaro Migliore, Mattia Mor, Sara Moretto, Luciano Nobili, Lisa Noja, Raffaella Paita, Ettore Rosato, Ivan Scalfarotto e Massimo Ungaro, che aderiscono al gruppo IV.
- In data 23.09.2019 aderiscono al gruppo Beatrice Lorenzin e Serse Soverini, provenienti dal gruppo misto/CP-AP-PSI-AC.
- In data 24.09.2019 aderisce al gruppo Laura Boldrini, proveniente dal gruppo LeU.
- In data 24.09.2019 lascia il gruppo Giacomo Portas, che aderisce al gruppo IV.
- In data 19.02.2020 aderisce al gruppo Santi Cappellani, proveniente dal gruppo misto.
- In data 30.09.2020 aderisce al gruppo Nicola Carè, proveniente dal gruppo IV.
- In data 10.12.2020 aderiscono al gruppo Paolo Lattanzio e Michele Nitti, provenienti dal gruppo misto.
- In data 18.01.2021 aderisce al gruppo Vito De Filippo, proveniente dal gruppo IV.
- In data 11.10.2021 la consistenza del gruppo aumenta di un'unità per l'adesione di Andrea Casu, proclamato eletto in surrogazione di Emanuela Del Re già appartenente al gruppo M5S.
- In data 03.03.2022 aderisce al gruppo Angela Ianaro, proveniente dal gruppo M5S.
- In data 16.03.2022 aderisce al gruppo Erasmo Palazzotto, proveniente dal gruppo LeU.

#### Forza Italia
- In data 18.04.2018 aderisce al gruppo Enrico Costa, proveniente dal gruppo misto/NCI.
- In data 04.10.2018 lascia il gruppo Vittorio Sgarbi, che aderisce al gruppo misto.
- In data 07.12.2018 aderisce al gruppo Matteo Dall'Osso, proveniente dal gruppo M5S.
- In data 06.05.2019 lascia il gruppo Giorgio Silli, che aderisce al gruppo misto.
- In data 29.08.2019 lascia il gruppo Galeazzo Bignami, che aderisce al gruppo FDI.
- In data 09.09.2019 lasciano il gruppo Stefano Benigni, Manuela Gagliardi, Claudio Pedrazzini e Alessandro Sorte, che aderiscono al gruppo misto.
- In data 03.12.2019 lascia il gruppo Antonino Minardo, che aderisce al gruppo LSP.
- In data 20.12.2019 lascia il gruppo Davide Bendinelli, che aderisce al gruppo IV.
- In data 15.05.2020 lascia il gruppo Francesco Scoma, che aderisce al gruppo IV.
- In data 22.05.2020 lascia il gruppo Antonino Germanà, che aderisce al gruppo misto.
- In data 04.08.2020 lascia il gruppo Enrico Costa, che aderisce al gruppo misto.
- In data 05.08.2020 lascia il gruppo Benedetta Fiorini, che aderisce al gruppo LSP.
- In data 18.08.2020 aderisce al gruppo Maria Teresa Baldini, proveniente dal gruppo misto.
- In data 19.11.2020 lasciano il gruppo Maurizio Carrara, Laura Ravetto e Federica Zanella, che aderiscono al gruppo LSP.
- In data 20.01.2021 aderisce al gruppo Veronica Giannone, proveniente dal gruppo misto/NCI-USEI-Cambiamo!-ADC.
- In data 21.01.2021 lascia il gruppo Renata Polverini, che aderisce al gruppo misto/CD-IE.
- In data 15.02.2021 lasciano il gruppo Guido Della Frera, Osvaldo Napoli e Daniela Ruffino, che aderiscono al gruppo misto.
- In data 21.05.2021 aderisce al gruppo Renata Polverini, proveniente dal gruppo misto.
- In data 27.05.2021 lasciano il gruppo Maria Teresa Baldini, Raffaele Baratto, Michaela Biancofiore, Felice Maurizio D'Ettore, Matteo Dall'Osso, Marco Marin, Stefano Mugnai, Guido Germano Pettarin, Elisabetta Ripani, Cosimo Sibilia e Simona Vietina, che aderiscono al gruppo CI.
- In data 27.07.2021 lascia il gruppo Giusi Bartolozzi, che aderisce al gruppo misto.
- In data 18.11.2021 aderisce al gruppo Gianluca Rospi, proveniente dal gruppo CI.
- In data 30.11.2021 aderisce al gruppo Alessandro Sorte, proveniente dal gruppo misto.
- In data 29.01.2022 aderisce al gruppo Matteo Dall'Osso, proveniente dal gruppo CI.
- In data 10.05.2022 aderisce al gruppo Nicola Acunzo, proveniente dal gruppo misto/CD.
- In data 18.05.2022 aderisce al gruppo Stefano Benigni, proveniente dal gruppo misto.
- In data 03.06.2022 aderisce al gruppo Michela Rostan, proveniente dal gruppo misto.
- In data 13.07.2022 la consistenza del gruppo diminuisce di un'unità per l'adesione al gruppo misto di Michaela Di Donna, subentrata a Elio Vito.
- In data 21.07.2022 lasciano il gruppo Mariastella Gelmini e Renato Brunetta, che aderiscono al gruppo misto.
- In data 25.07.2022 lasciano il gruppo Anna Lisa Baroni e Roberto Caon, che aderiscono al gruppo misto.
- In data 26.07.2022 lascia il gruppo Giuseppina Versace, che aderisce al gruppo misto.
- In data 27.07.2022 lasciano il gruppo Rossella Sessa e Mara Carfagna, che aderiscono al gruppo misto.
- In data 28.07.2022 lascia il gruppo Luigi Casciello, che aderisce al gruppo misto.
- In data 01.08.2022 lascia il gruppo Paolo Russo, che aderisce al gruppo misto.
- In data 05.09.2022 lascia il gruppo Antonio Pentangelo, che aderisce al gruppo misto.
- In data 06.09.2022 lascia il gruppo Dario Bond, che aderisce al gruppo FDI.
- In data 13.09.2022 lascia il gruppo Matteo Dall'Osso, che aderisce al gruppo misto.
- In data 14.09.2022 lasciano il gruppo Vincenza Labriola e Veronica Giannone, che aderiscono al gruppo misto.

#### Fratelli d'Italia
- In data 14.05.2019 aderisce al gruppo Salvatore Caiata, proveniente dal gruppo misto/Sogno Italia - 10 Volte Meglio.
- In data 29.08.2019 aderisce al gruppo Galeazzo Bignami, proveniente dal gruppo FI.
- In data 08.10.2019 aderisce al gruppo Davide Galantino, proveniente dal gruppo misto.
- In data 05.08.2020 la consistenza del gruppo diminuisce di un'unità essendo stata annullata l'elezione di Luca De Carlo, in surrogazione del quale è proclamato eletto Giuseppe Paolin, che aderisce al gruppo LSP.
- In data 06.08.2020 lascia il gruppo Maria Teresa Baldini, che aderisce al gruppo misto.
- In data 19.02.2021 aderisce al gruppo Gianluca Vinci, proveniente dal gruppo LSP.
- In data 19.03.2021 aderiscono al gruppo Massimiliano De Toma e Rachele Silvestri, provenienti dal gruppo misto.
- In data 22.07.2021 aderisce al gruppo Giovanni Russo, proveniente dal gruppo misto.
- In data 06.09.2022 aderisce al gruppo Dario Bond, proveniente dal gruppo FI.
- In data 09.09.2022 aderiscono al gruppo Gianfranco Di Sarno, proveniente dal gruppo IpF, e Felice Maurizio D'Ettore, proveniente dal gruppo misto/Vinciamo Italia - Italia al Centro.

#### Liberi e Uguali
- In data 24.09.2019 lascia il gruppo Laura Boldrini, che aderisce al gruppo PD.
- In data 25.10.2019 lascia il gruppo Giuseppina Occhionero, che aderisce al gruppo IV.
- In data 19.02.2020 lascia il gruppo Michela Rostan, che aderisce al gruppo IV.
- In data 27.10.2020 aderisce al gruppo Rina De Lorenzo, proveniente dal gruppo M5S.
- In data 03.03.2021 lascia il gruppo Rossella Muroni, che aderisce al gruppo misto.
- In data 12.07.2021 aderisce al gruppo Devis Dori, proveniente dal gruppo M5S.
- In data 10.02.2022 lascia il gruppo Devis Dori, che aderisce al gruppo misto/Europa Verde.
- In data 16.03.2022 lascia il gruppo Erasmo Palazzotto, che aderisce al gruppo PD.

#### Italia Viva
- Il gruppo si costituisce in data 19.09.2019. Ad esso aderiscono: Lucia Annibali, Michele Anzaldi, Maria Elena Boschi, Nicola Carè, Matteo Colaninno, Camillo D'Alessandro, Vito De Filippo, Mauro Del Barba, Marco Di Maio, Cosimo Maria Ferri, Silvia Fregolent, Maria Chiara Gadda, Roberto Giachetti, Gianfranco Librandi, Luigi Marattin, Gennaro Migliore, Mattia Mor, Sara Moretto, Luciano Nobili, Lisa Noja, Raffaella Paita, Ettore Rosato, Ivan Scalfarotto e Massimo Ungaro, provenienti dal gruppo PD; Gabriele Toccafondi, proveniente dal gruppo misto/CP-AP-PSI-AC.
- In data 24.09.2019 aderisce al gruppo Giacomo Portas, proveniente dal gruppo PD.
- In data 17.10.2019 aderisce al gruppo Catello Vitiello, proveniente dal gruppo misto/Cambiamo - 10 Volte Meglio.
- In data 25.10.2019 aderisce al gruppo Giuseppina Occhionero, proveniente dal gruppo LeU.
- In data 20.12.2019 aderisce al gruppo Davide Bendinelli, proveniente dal gruppo FI.
- In data 19.02.2020 aderisce al gruppo Michela Rostan, proveniente dal gruppo LeU.
- In data 15.05.2020 aderisce al gruppo Francesco Scoma, proveniente dal gruppo FI.
- In data 30.09.2020 lascia il gruppo Nicola Carè, che aderisce al gruppo PD.
- In data 18.01.2021 lascia il gruppo Vito De Filippo, che aderisce al gruppo PD.
- In data 02.02.2021 lascia il gruppo Michela Rostan, che aderisce al gruppo misto.
- In data 23.09.2021 lascia il gruppo Francesco Scoma, che aderisce al gruppo LSP.
- In data 23.12.2021 aderiscono al gruppo Maria Teresa Baldini, proveniente dal gruppo CI, e Flora Frate, proveniente dal gruppo misto.
- In data 04.05.2022 aderisce al gruppo Bernardo Marino, proveniente dal gruppo misto.
- In data 28.06.2022 aderisce al gruppo Francesca Troiano, proveniente dal gruppo misto.
- In data 14.07.2022 lascia il gruppo Maria Teresa Baldini, che aderisce al gruppo misto/CI.
- In data 21.07.2022 aderisce al gruppo Maria Soave Alemanno, proveniente dal gruppo M5S.
- In data 21.07.2022 aderisce al gruppo Francesco Zicchieri, proveniente dal gruppo misto.
- In data 01.08.2022 il gruppo assume la denominazione Italia Viva - Italia C'è.
- In data 09.08.2022 aderisce al gruppo Federica Dieni, proveniente dal gruppo misto.
- In data 15.09.2022 lascia il gruppo Francesco Zicchieri, che aderisce al gruppo misto.

#### Coraggio Italia
- Il gruppo si costituisce in data 27.05.2021. Ad esso aderiscono: Maria Teresa Baldini, Raffaele Baratto, Michaela Biancofiore, Felice Maurizio D'Ettore, Matteo Dall'Osso, Marco Marin, Stefano Mugnai, Guido Germano Pettarin, Elisabetta Ripani, Cosimo Sibilia e Simona Vietina, provenienti dal gruppo FI; Fabiola Bologna, Guido Della Frera, Manuela Gagliardi, Osvaldo Napoli, Claudio Pedrazzini, Gianluca Rospi, Daniela Ruffino e Giorgio Silli, provenienti dal gruppo misto/Cambiamo! - Popolo Protagonista; Fabio Berardini, Carlo Ugo De Girolamo e Marco Rizzone, provenienti dal gruppo misto/CD; Tiziana Piccolo, proveniente dal gruppo LSP; Martina Parisse, proveniente dal gruppo M5S. In pari data, lascia il gruppo Tiziana Piccolo, che aderisce al gruppo LSP.
- In data 08.06.2021 aderisce al gruppo Emilio Carelli, proveniente dal gruppo misto.
- In data 18.11.2021 lascia il gruppo Gianluca Rospi, che aderisce al gruppo FI.
- In data 01.12.2021 lascia il gruppo Claudio Pedrazzini, che aderisce al gruppo misto.
- In data 23.12.2021 lascia il gruppo Maria Teresa Baldini, che aderisce al gruppo IV.
- In data 12.01.2022 aderisce al gruppo Lucia Scanu, proveniente dal gruppo misto.
- In data 29.01.2022 lascia il gruppo Matteo Dall'Osso, che aderisce al gruppo FI.
- In data 01.03.2022 aderisce al gruppo Antonio Lombardo, proveniente dal gruppo misto.
- In data 17.03.2022 lasciano il gruppo Osvaldo Napoli e Daniela Ruffino, che aderiscono al gruppo misto/Azione - +Europa - Radicali Italiani.
- In data 16.06.2022 lascia il gruppo Simona Vietina, che aderisce al gruppo misto.
- In data 21.06.2022 lascia il gruppo Antonio Lombardo, che aderisce al gruppo IpF.
- Il gruppo si scioglie in data 23.06.2022 e i deputati rimanenti aderiscono al gruppo misto (Raffaele Baratto, Fabio Berardini, Michaela Biancofiore, Carlo Ugo De Girolamo, Martina Parisse, Marco Rizzone e Lucia Scanu, i quali, in data 07.07.2022, costituiranno la componente CI, nonché Fabiola Bologna, Emilio Carelli, Guido Della Frera, Felice Maurizio D'Ettore, Manuela Gagliardi, Marco Marin, Stefano Mugnai, Guido Germano Pettarin, Elisabetta Ripani, Cosimo Sibilia e Giorgio Silli).

#### Insieme per il futuro
- Il gruppo si costituisce in data 21.06.2022. Ad esso aderiscono: Cosimo Adelizzi, Roberta Alaimo, Alessandro Amitrano, Giovanni Luca Aresta, Sergio Battelli, Luciano Cadeddu, Vittoria Casa, Andrea Caso, Gianpaolo Cassese, Laura Castelli, Luciano Cillis, Federica Daga, Paola Deiana, Daniele Del Grosso, Margherita Del Sesto, Luigi Di Maio, Giuseppe D'Ippolito, Gianfranco Di Sarno, Iolanda Di Stasio, Manlio Di Stefano, Francesco D'Uva, Mattia Fantinati, Marialuisa Faro, Luca Frusone, Chiara Gagnarli, Filippo Gallinella, Andrea Giarrizzo, Conny Giordano, Marta Grande, Nicola Grimaldi, Marianna Iorio, Luigi Iovino, Giuseppe L'Abbate, Caterina Licatini, Anna Macina, Pasquale Maglione, Alberto Manca, Generoso Maraia, Vita Martinciglio, Dalila Nesci, Maria Pallini, Gianluca Rizzo, Carla Ruocco, Emanuele Scagliusi, Davide Serritella, Vincenzo Spadafora, Patrizia Terzoni, Gianluca Vacca, Simone Valente e Stefano Vignaroli, provenienti dal gruppo M5S; Antonio Lombardo, proveniente dal gruppo CI.
- In data 24.06.2022 aderisce al gruppo Lucia Azzolina, proveniente dal gruppo M5S.
- In data 27.06.2022 lascia il gruppo Vita Martinciglio, che aderisce al gruppo M5S.
- In data 12.07.2022 aderisce al gruppo Emilio Carelli, proveniente dal gruppo misto.
- In data 03.07.2022 aderisce al gruppo Francesco Berti, proveniente dal gruppo M5S.
- In data 05.09.2022 lascia il gruppo Antonio Lombardo, che aderisce al gruppo misto.
- In data 08.09.2022 lascia il gruppo Margherita Del Sesto, che aderisce al gruppo misto.
- In data 09.09.2022 lascia il gruppo Gianfranco Di Sarno, che aderisce al gruppo FDI.
- In data 15.09.2022 il gruppo assume la denominazione Insieme per il futuro - Impegno Civico.
- In data 06.10.2022 lascia il gruppo Francesco Berti, che aderisce al gruppo misto.

#### Gruppo misto
In grassetto i deputati appartenenti alla rispettiva componente alla fine della legislatura.

##### MAIE
- Alla componente aderiscono il deputato del MAIE (Mario Borghese) e 5 deputati eletti nel M5S (Silvia Benedetti, Salvatore Caiata, Andrea Cecconi, Antonio Tasso e Catello Vitiello).
- In data 29.11.2018 la componente assume la denominazione MAIE-Sogno Italia.
- La componente si scioglie in data 18.02.2019 e i suoi deputati restano nel gruppo misto.
- La componente si ricostituisce in data 19.02.2019. Ad essa aderiscono Mario Borghese, Andrea Cecconi e Antonio Tasso.
- In data 26.01.2021 aderisce alla componente Fausto Longo, proveniente dalla componente PP-AP-PSI.
- In data 27.01.2021 la componente assume la denominazione MAIE-PSI.
- In data 15.02.2021 la componente assume la denominazione Europeisti-MAIE-PSI.
- In data 10.03.2021 lascia la componente Andrea Cecconi, che aderisce alla componente Facciamo Eco - Federazione dei Verdi.
- In data 09.04.2021 la componente assume la denominazione MAIE-PSI.
- In data 01.08.2021 aderiscono alla componente Andrea Cecconi, Lorenzo Fioramonti, Alessandro Fusacchia, Antonio Lombardo e Rossella Muroni; in pari data la componente assume la denominazione MAIE - PSI - Facciamo Eco.
- In data 24.02.2022 lascia la componente Antonio Lombardo.
- In data 07.07.2022 lasciano la componente Mario Borghese e Antonio Tasso, che aderiscono alla componente CI.

##### Civica Popolare - AP - PSI - Area Civica
- In data 19.09.2019 lascia il gruppo e la componente Gabriele Toccafondi, che aderisce al gruppo IV.
- La componente cessa in data 23.09.2019: Beatrice Lorenzin e Serse Soverini aderiscono al gruppo PD; Fausto Longo resta nel gruppo misto.

##### Minoranze linguistiche
- Alla componente aderiscono i 4 deputati eletti nella lista SVP-PATT (Renate Gebhard, Albrecht Plangger, Emanuela Rossini e Manfred Schullian).

##### Noi con l'Italia
- Alla componente aderiscono Maurizio Lupi, Enrico Costa, Renzo Tondo e Alessandro Colucci.
- In data 18.04.2018 lascia il gruppo e la componente Enrico Costa, che aderisce al gruppo FI.
- In data 08.05.2018 aderisce alla componente Eugenio Sangregorio.
- In data 15.05.2018 la componente assume la denominazione Noi con l'Italia - USEI.
- In data 06.12.2019 aderisce alla componente Vittorio Sgarbi.
- In data 12.12.2019 la componente assume la denominazione Noi con l'Italia - USEI - Alleanza di Centro.
- In data 18.12.2019 aderiscono alla componente Stefano Benigni, Manuela Gagliardi, Claudio Pedrazzini, Giorgio Silli e Alessandro Sorte. In pari data la componente assume la denominazione Noi con l'Italia - USEI - Cambiamo! - Alleanza di Centro.
- In data 26.05.2020 aderisce alla componente Antonino Salvatore Germanà.
- In data 15.07.2020 aderisce alla componente Veronica Giannone.
- In data 20.01.2021 lascia il gruppo e la componente Veronica Giannone, che aderisce al gruppo FI.
- In data 09.02.2021 lascia la componente Giorgio Silli.
- In data 16.02.2021 lasciano la componente Stefano Benigni, Manuela Gagliardi, Claudio Pedrazzini e Alessandro Sorte, che aderiscono alla componente Popolo Protagonista - AP.
- In data 17.02.2021 la componente assume la denominazione Noi con l'Italia - USEI - Rinascimento - ADC.
- In data 08.04.2021 lascia il gruppo e la componente Antonino Salvatore Germanà, che aderisce al gruppo LSP.

##### +Europa - Centro Democratico
- Alla componente aderiscono i deputati di +Europa (Alessandro Fusacchia e Riccardo Magi) e di Centro Democratico (Bruno Tabacci).
- In data 22.11.2019 la componente assume la denominazione Centro Democratico - Radicali Italiani - +Europa.
- In data 26.11.2020 aderisce alla componente Elisa Siragusa, mentre lascia la componente Riccardo Magi, che aderisce alla componente Azione - +Europa - Radicali Italiani. In pari data la componente assume la denominazione Centro Democratico - Italiani in Europa.
- In data 22.12.2020 aderisce alla componente Gloria Vizzini.
- In data 13.01.2021 aderiscono alla componente Fabio Berardini, Carlo Ugo De Girolamo, Mara Lapia, Antonio Lombardo e Marco Rizzone.
- In data 15.01.2021 aderiscono alla componente Daniela Cardinale e Nicola Acunzo.
- In data 21.01.2021 aderiscono alla componente Renata Polverini, proveniente dal gruppo FI, e Carmelo Lo Monte.
- In data 28.01.2021 aderiscono alla componente Piera Aiello e Alessandra Ermellino.
- In data 22.02.2021 lascia la componente Elisa Siragusa.
- In data 25.02.2021 lascia la componente Renata Polverini.
- In data 04.03.2021 lascia la componente Gloria Vizzini.
- In data 10.03.2021 lasciano la componente Alessandro Fusacchia  e Antonio Lombardo, che aderiscono alla componente Facciamo Eco - Federazione dei Verdi.
- In data 11.03.2021 la componente assume la denominazione Centro Democratico.
- In data 27.05.2021 lasciano la componente Fabio Berardini, Carlo Ugo De Girolamo e Marco Rizzone, che aderiscono al gruppo CI.
- In data 30.06.2021 lascia la componente Piera Aiello.
- In data 10.05.2022 lascia la componente Nicola Acunzo, che aderisce al gruppo FI.

##### Sogno Italia - 10 Volte Meglio
- La componente si costituisce in data 18.04.2019. Ad essa aderiscono Silvia Benedetti, Salvatore Caiata e Catello Vitiello.
- In data 10.05.2019 aderisce alla componente Giorgio Silli.
- In data 14.05.2019 lascia il gruppo e la componente Salvatore Caiata, che aderisce al gruppo FDI.
- In data 11.09.2019 aderiscono alla componente Stefano Benigni, Manuela Gagliardi, Claudio Pedrazzini e Alessandro Sorte; in pari data la componente assume la denominazione Cambiamo! - 10 Volte Meglio.
- In data 17.10.2019 lascia il gruppo e la componente Catello Vitiello, che aderisce al gruppo IV.
- La componente cessa in data 17.12.2019 e i suoi deputati restano nel gruppo misto.

##### Popolo Protagonista - Alternativa Popolare
- La componente si costituisce in data 06.05.2020. Ad essa aderiscono Michele Nitti, Gianluca Rospi e Antonio Zennaro.
- In data 16.06.2020 aderisce alla componente Fabiola Bologna.
- In data 23.09.2020 aderisce alla componente Fausto Longo; in pari data lasciano la componente Michele Nitti e Antonio Zennaro.
- In data 05.10.2020 la componente assume la denominazione Popolo Protagonista - Alternativa Popolare - Partito Socialista Italiano.
- La componente cessa in data 26.01.2021: Fausto Longo aderisce alla componente MAIE; Fabiola Bologna e Gianluca Rospi restano nel gruppo misto.
- La componente si ricostituisce in data 10.02.2021 con la denominazione Popolo Protagonista - Alternativa Popolare. Ad essa aderiscono Fabiola Bologna, Gianluca Rospi e Giorgio Silli.
- In data 16.02.2021 aderiscono alla componente Stefano Benigni, Manuela Gagliardi, Claudio Pedrazzini e Alessandro Sorte, provenienti dalla componente NCI-USEI-Cambiamo!-ADC, nonché Guido Della Frera, Osvaldo Napoli e Daniela Ruffino. In pari data la componente assume la denominazione Cambiamo! - Popolo Protagonista.
- La componente cessa in data 27.05.2021: Fabiola Bologna, Guido Della Frera, Manuela Gagliardi, Osvaldo Napoli, Claudio Pedrazzini, Gianluca Rospi, Daniela Ruffino e Giorgio Silli aderiscono al gruppo CI; Stefano Benigni e Alessandro Sorte restano nel gruppo misto.

##### Azione - +Europa - Radicali Italiani
- La componente si costituisce in data 26.11.2020. Ad essa aderiscono Riccardo Magi, proveniente dalla componente +Europa - Centro Democratico, nonché Nunzio Angiola, Enrico Costa e Flora Frate.
- In data 25.05.2021 lascia la componente Flora Frate.
- In data 11.03.2022 aderisce alla componente Claudio Pedrazzini.
- In data 17.03.2022 aderiscono alla componente Osvaldo Napoli e Daniela Ruffino, provenienti dal gruppo CI.
- In data 08.04.2022 aderisce alla componente Giorgio Trizzino.
- In data 25.08.2022 lascia la componente Giorgio Trizzino.

##### L'Alternativa c'è
- La componente si costituisce in data 23.02.2021. Ad essa aderiscono: Massimo Enrico Baroni, Pino Cabras, Andrea Colletti, Emanuela Corda, Paolo Giuliodori, Alvise Maniero, Maria Laura Paxia, Francesco Sapia, Arianna Spessotto, Rosa Alba Testamento, Raffaele Trano e Andrea Vallascas.
- In data 24.02.2021 aderisce alla componente Paolo Romano.
- In data 11.03.2021 aderisce alla componente Francesco Forciniti.
- In data 19.05.2021 aderisce alla componente Leda Volpi.
- In data 20.05.2021 lascia la componente Maria Laura Paxia.
- In data 04.06.2021 aderisce alla componente Jessica Costanzo.
- In data 28.10.2021 lascia la componente Massimo Enrico Baroni.
- In data 15.11.2021 la componente assume la denominazione Alternativa.
- In data 17.11.2021 aderisce alla componente Raphael Raduzzi.
- In data 09.12.2021 aderisce alla componente Giovanni Vianello.
- In data 09.02.2022 lascia la componente Paolo Romano.
- In data 27.04.2022 aderisce alla componente Massimo Enrico Baroni.
- In data 06.05.2022 lascia la componente Jessica Costanzo.
- In data 27.06.2022 lascia la componente Rosa Alba Testamento.

##### Facciamo Eco - Federazione dei Verdi
- La componente si costituisce in data 10.03.2021. Ad essa aderiscono: Andrea Cecconi, proveniente dalla componente Europeisti-MAIE-PSI; Alessandro Fusacchia e Antonio Lombardo, provenienti dalla componente CD-IE; Lorenzo Fioramonti e Rossella Muroni.
- La componente cessa in data 29.07.2021 e i suoi deputati restano nel gruppo misto; in data 01.08.2021 aderiranno alla componente MAIE - PSI - Facciamo Eco.

##### Manifesta - Potere al Popolo - PRC
- La componente si costituisce in data 08.02.2022. Ad essa aderiscono Silvia Benedetti, Yana Chiara Ehm, Doriana Sarli e Simona Suriano.

##### Europa Verde - Verdi Europei
- La componente si costituisce in data 10.02.2022. Ad essa aderiscono Devis Dori, proveniente dal gruppo LeU, nonché Cristian Romaniello, Paolo Romano e Elisa Siragusa.
- In data 30.03.2022 aderisce alla componente Rosa Menga.

##### Vinciamo Italia - Italia al Centro
- La componente si costituisce in data 28.06.2022. Ad essa aderiscono: Fabiola Bologna, Guido Della Frera, Felice Maurizio D'Ettore, Manuela Gagliardi, Marco Marin, Stefano Mugnai, Elisabetta Ripani, Cosimo Sibilia, Giorgio Silli, Guido Germano Pettarin e Simona Vietina.
- In data 09.09.2022 lascia il gruppo e la componente Felice Maurizio D'Ettore, che aderisce al gruppo FDI.

##### Coraggio Italia
- La componente si costituisce in data 07.07.2022. Ad essa aderiscono: Raffaele Baratto, Fabio Berardini, Michaela Biancofiore, Carlo Ugo De Girolamo, Martina Parisse, Marco Rizzone e Lucia Scanu, già iscritti al gruppo misto; Mario Borghese e Antonio Tasso, provenienti dalla componente MAIE-PSI-Facciamo Eco; Tiziana Piccolo, proveniente dal gruppo LSP.
- In data 14.07.2022 aderisce al gruppo Maria Teresa Baldini, proveniente dal gruppo IV.

##### Non iscritti ad alcuna componente
- Ad inizio legislatura risulta fra i non iscritti Eugenio Sangregorio (USEI).
- In data 08.05.2018 Eugenio Sangregorio aderisce alla componente NCI.
- In data 26.07.2018 risulta fra i non iscritti Andrea Mura, proveniente dal gruppo M5S.
- In data 27.09.2018 l'insieme dei deputati non iscritti diminuisce di un'unità essendo cessato dal mandato Andrea Mura (in surrogazione del quale è proclamato eletto Andrea Frailis, che aderisce al gruppo PD).
- In data 04.10.2018 risulta fra i non iscritti Vittorio Sgarbi, proveniente dal gruppo FI.
- In data 18.02.2019 risultano fra i non iscritti Silvia Benedetti, Mario Borghese, Salvatore Caiata, Andrea Cecconi, Antonio Tasso e Catello Vitiello, provenienti dalla componente MAIE.
- In data 19.02.2019 Mario Borghese, Andrea Cecconi e Antonio Tasso aderiscono alla ricostituita componente MAIE.
- In data 17.04.2019 risulta fra i non iscritti Sara Cunial, proveniente dal gruppo M5S.
- In data 18.04.2019 Silvia Benedetti, Salvatore Caiata e Catello Vitiello aderiscono alla componente Sogno Italia - 10 Volte Meglio.
- In data 06.05.2019 risulta fra i non iscritti Giorgio Silli, proveniente dal gruppo FI.
- In data 10.05.2019 Giorgio Silli aderisce alla componente Sogno Italia - 10 Volte Meglio.
- In data 13.06.2019 risulta fra i non iscritti Daniela Cardinale, proveniente dal gruppo PD.
- In data 01.07.2019 risultano fra i non iscritti Veronica Giannone e Gloria Vizzini, provenienti dal gruppo M5S.
- In data 10.07.2019 risulta fra i non iscritti Davide Galantino, proveniente dal gruppo M5S.
- In data 09.09.2019 risulta fra i non iscritti Carmelo Lo Monte, proveniente dal gruppo LSP.
- In data 23.09.2019 risulta fra i non iscritti Fausto Longo, proveniente dalla componente CP-AP-PSI-AC.
- In data 08.10.2019 Davide Galantino lascia il gruppo e aderisce al gruppo FDI.
- In data 06.12.2019 Vittorio Sgarbi aderisce alla componente NCI-USEI.
- In data 17.12.2019 risultano fra i non iscritti Stefano Benigni, Silvia Benedetti, Manuela Gagliardi, Claudio Pedrazzini, Giorgio Silli e Alessandro Sorte, provenienti dalla componente Sogno Italia - 10 Volte Meglio.
- In data 18.12.2019 Stefano Benigni, Manuela Gagliardi, Claudio Pedrazzini, Giorgio Silli e Alessandro Sorte aderiscono alla componente NCI-USEI-Cambiamo!-ADC.
- In data 03.01.2020 risultano fra i non iscritti Gianluca Rospi e Nunzio Angiola, provenienti dal gruppo M5S.
- In data 07.01.2020 risulta fra i non iscritti Lorenzo Fioramonti, proveniente dal gruppo M5S.
- In data 09.01.2020 risultano fra i non iscritti Massimiliano De Toma e Rachele Silvestri, provenienti dal gruppo M5S.
- In data 14.01.2020 risulta fra i non iscritti Santi Cappellani, proveniente dal gruppo M5S.
- In data 21.01.2020 risultano fra i non iscritti Nadia Aprile e Michele Nitti, provenienti dal gruppo M5S.
- In data 04.02.2020 risulta fra i non iscritti Flora Frate, proveniente dal gruppo M5S.
- In data 19.02.2020 Santi Cappellani aderisce al gruppo PD.
- In data 18.03.2020 risulta fra i non iscritti Raffaele Trano, proveniente dal gruppo M5S.
- In data 23.04.2020 risulta fra i non iscritti Antonio Zennaro, proveniente dal gruppo M5S.
- In data 24.04.2020 risulta fra i non iscritti Fabiola Bologna, proveniente dal gruppo M5S.
- In data 06.05.2020 risulta fra i non iscritti Rosalba De Giorgi, proveniente dal gruppo M5S.
- In data 06.05.2020 Michele Nitti, Gianluca Rospi e Antonio Zennaro aderiscono alla componente PP-AP.
- In data 20.05.2020 risulta fra i non iscritti Nicola Acunzo, proveniente dal gruppo M5S.
- In data 22.05.2020 risulta fra i non iscritti Antonino Salvatore Germanà, proveniente dal gruppo FI.
- In data 26.05.2020 Antonino Salvatore Germanà aderisce alla componente NCI-USEI-Cambiamo!-ADC.
- In data 16.06.2020 Fabiola Bologna aderisce alla componente PP-AP.
- In data 22.06.2020 risulta fra i non iscritti Alessandra Ermellino, proveniente dal gruppo M5S.
- In data 15.07.2020 Veronica Giannone aderisce alla componente NCI-USEI-Cambiamo!-ADC.
- In data 04.08.2020 risulta fra i non iscritti Enrico Costa, proveniente dal gruppo FI.
- In data 06.08.2020 risulta fra i non iscritti Maria Teresa Baldini, proveniente dal gruppo FDI.
- In data 07.08.2020 risulta fra i non iscritti Paolo Lattanzio, proveniente dal gruppo M5S.
- In data 18.08.2020 Maria Teresa Baldini aderisce al gruppo FI.
- In data 02.09.2020 risulta fra i non iscritti Piera Aiello, proveniente dal gruppo M5S.
- In data 21.09.2020 risulta fra i non iscritti Marco Rizzone, proveniente dal gruppo M5S.
- In data 23.09.2020 Fausto Longo aderisce alla componente PP-AP.
- In data 23.09.2020 risultano fra i non iscritti Michele Nitti e Antonio Zennaro, provenienti dalla componente PP-AP.
- In data 20.10.2020 risulta fra i non iscritti Paolo Romano, proveniente dal gruppo M5S.
- In data 23.11.2020 risulta fra i non iscritti Elisa Siragusa, proveniente dal gruppo M5S.
- In data 26.11.2020 Nunzio Angiola, Enrico Costa e Flora Frate aderiscono alla componente Azione - +Europa - RI.
- In data 26.11.2020 Elisa Siragusa aderisce alla componente CD-RI-+Europa.
- In data 22.12.2020 Gloria Vizzini aderisce alla componente CD-RI-+Europa.
- In data 10.12.2020 risultano fra i non iscritti Fabio Berardini, Carlo Ugo De Girolamo, Mara Lapia e Antonio Lombardo, provenienti dal gruppo M5S.
- In data 10.12.2020 Paolo Lattanzio e Michele Nitti aderiscono al gruppo PD.
- In data 13.01.2021 Fabio Berardini, Carlo Ugo De Girolamo, Mara Lapia, Antonio Lombardo e Marco Rizzone aderiscono alla componente CD-IE.
- In data 15.01.2021 Daniela Cardinale e Nicola Acunzo aderiscono alla componente CD-IE.
- In data 18.01.2021 Antonio Zennaro aderisce al gruppo LSP.
- In data 21.01.2021 Carmelo Lo Monte aderisce alla componente CD-IE.
- In data 26.01.2021 risultano fra i non iscritti Fabiola Bologna e Gianluca Rospi, provenienti dalla componente PP-AP-PSI.
- In data 28.01.2021 Piera Aiello e Alessandra Ermellino aderiscono alla componente CD-IE.
- In data 02.02.2021 risulta fra i non iscritti Michela Rostan, proveniente dal gruppo IV.
- In data 04.02.2021 risulta fra i non iscritti Emilio Carelli, proveniente dal gruppo M5S.
- In data 09.02.2021 risulta fra i non iscritti Giorgio Silli, proveniente dalla componente NCI-USEI-Cambiamo!-ADC.
- In data 10.02.2021 Fabiola Bologna, Gianluca Rospi e Giorgio Silli aderiscono alla componente PP-AP.
- In data 15.02.2021 risultano fra i non iscritti Guido Della Frera, Osvaldo Napoli e Daniela Ruffino, provenienti dal gruppo FI.
- In data 16.02.2021 Guido Della Frera, Osvaldo Napoli e Daniela Ruffino aderiscono alla componente Cambiamo!-PP.
- In data 18.02.2021 risulta fra i non iscritti Giuseppe D'Ambrosio, proveniente dal gruppo M5S.
- In data 19.02.2021 risultano fra i non iscritti Massimo Enrico Baroni, Pino Cabras, Andrea Colletti, Emanuela Corda, Jessica Costanzo, Francesco Forciniti, Paolo Giuliodori, Alvise Maniero, Rosa Menga, Maria Laura Paxia, Raphael Raduzzi, Giovanni Russo, Francesco Sapia, Doriana Sarli, Michele Sodano, Arianna Spessotto, Guia Termini, Rosa Alba Testamento, Andrea Vallascas, Alessio Villarosa e Leda Volpi, provenienti dal gruppo M5S.
- In data 22.02.2021 risulta fra i non iscritti Elisa Siragusa, proveniente dalla componente CD-IE.
- In data 23.02.2021 Massimo Enrico Baroni, Pino Cabras, Andrea Colletti, Emanuela Corda, Paolo Giuliodori, Alvise Maniero, Maria Laura Paxia, Francesco Sapia, Arianna Spessotto, Rosa Alba Testamento, Raffaele Trano e Andrea Vallascas aderiscono alla componente L'Alternativa c'è.
- In data 24.02.2021 Paolo Romano aderisce alla componente L'Alternativa c'è.
- In data 25.02.2021 risulta fra i non iscritti Renata Polverini, proveniente dalla componente CD-IE.
- In data 02.03.2021 risultano fra i non iscritti Yana Chiara Ehm, Cristian Romaniello e Simona Suriano, provenienti dal gruppo M5S.
- In data 03.03.2021 risulta fra i non iscritti Rossella Muroni, proveniente dal gruppo LeU.
- In data 04.03.2021 risulta fra i non iscritti Gloria Vizzini, proveniente dalla componente CD-IE.
- In data 10.03.2021 Lorenzo Fioramonti e Rossella Muroni aderiscono alla componente Facciamo Eco - Federazione dei Verdi.
- In data 11.03.2021 Francesco Forciniti aderisce alla componente L'Alternativa c'è.
- In data 19.03.2021 Massimiliano De Toma e Rachele Silvestri aderiscono al gruppo FDI.
- In data 24.03.2021 risulta fra i non iscritti Giorgio Trizzino, proveniente dal gruppo M5S.
- In data 19.05.2021 Leda Volpi aderisce alla componente L'Alternativa c'è.
- In data 20.05.2021 risulta fra i non iscritti Maria Laura Paxia, proveniente dalla componente L'Alternativa c'è.
- In data 21.05.2021 Renata Polverini aderisce al gruppo FI.
- In data 25.05.2021 risulta fra i non iscritti Flora Frate, proveniente dal gruppo Azione-+Europa-RI.
- In data 27.05.2021 risultano fra i non iscritti Stefano Benigni e Alessandro Sorte, provenienti dalla componente Cambiamo!-PP.
- In data 04.06.2021 Jessica Costanzo aderisce alla componente L'Alternativa c'è.
- In data 08.06.2021 Emilio Carelli aderisce al gruppo CI.
- In data 30.06.2021 risulta fra i non iscritti Piera Aiello, proveniente dalla componente CD-IE.
- In data 22.07.2021 Giovanni Russo aderisce al gruppo FDI.
- In data 27.07.2021 risulta fra i non iscritti Giusi Bartolozzi, proveniente dal gruppo FI.
- In data 29.07.2021 risultano fra i non iscritti Andrea Cecconi, Lorenzo Fioramonti, Alessandro Fusacchia, Antonio Lombardo e Rossella Muroni, provenienti dalla componente Facciamo Eco - Federazione dei Verdi.
- In data 01.08.2021 Andrea Cecconi, Lorenzo Fioramonti, Alessandro Fusacchia, Antonio Lombardo e Rossella Muroni aderiscono alla componente MAIE - PSI - Facciamo Eco.
- In data 15.09.2021 risulta fra i non iscritti Giovanni Vianello, proveniente dal gruppo M5S.
- In data 28.10.2021 risulta fra i non iscritti Massimo Enrico Baroni, proveniente dalla componente L'Alternativa c'è.
- In data 17.11.2021 Raphael Raduzzi aderisce alla componente Alternativa.
- In data 30.11.2021 Alessandro Sorte aderisce al gruppo FI.
- In data 01.12.2021 risulta fra i non iscritti Claudio Pedrazzini, proveniente dal gruppo CI.
- In data 09.12.2021 Giovanni Vianello aderisce alla componente Alternativa.
- In data 23.12.2021 Flora Frate aderisce al gruppo IV.
- In data 24.12.2021 risulta fra i non iscritti Lucia Scanu, proveniente dal gruppo M5S.
- In data 12.01.2022 Lucia Scanu aderisce al gruppo CI.
- In data 20.01.2022 risulta fra i non iscritti Bernardo Marino, proveniente dal gruppo M5S.
- In data 08.02.2022 Silvia Benedetti, Yana Chiara Ehm, Doriana Sarli e Simona Suriano costituiscono la componente Manifesta - Potere al Popolo - PRC.
- in data 09.02.2022 risulta fra i non iscritti Paolo Romano, proveniente dalla componente Alternativa.
- In data 10.02.2022 Cristian Romaniello, Paolo Romano e Elisa Siragusa costituiscono la componente Europa Verde - Verdi Europei.
- In data 24.02.2022 risulta fra i non iscritti Antonio Lombardo, proveniente dalla componente MAIE - PSI - Facciamo Eco.
- In data 01.03.2022 Antonio Lombardo aderisce al gruppo CI.
- In data 11.03.2022 Claudio Pedrazzini aderisce alla componente Azione - +Europa - RI.
- In data 30.03.2022 Rosa Menga aderisce alla componente Europa Verde - Verdi Europei.
- In data 08.04.2022 Giorgio Trizzino aderisce alla componente Azione - +Europa - RI.
- In data 15.04.2022 risulta fra i non iscritti Francesca Troiano, proveniente dal gruppo M5S.
- In data 27.04.2022 Massimo Enrico Baroni aderisce alla componente Alternativa.
- In data 04.05.2022 Bernardo Marino aderisce al gruppo IV.
- In data 06.05.2022 risulta fra i non iscritti Jessica Costanzo, proveniente dalla componente Alternativa.
- In data 17.05.2022 risulta fra i non iscritti Francesco Zicchieri, proveniente dal gruppo LSP.
- In data 18.05.2022 Stefano Benigni aderisce al gruppo FI.
- In data 03.06.2022 Michela Rostan aderisce al gruppo FI.
- In data 16.06.2022 risulta fra i non iscritti Simona Vietina, proveniente dal gruppo CI.
- In data 23.06.2022 risultano fra i non iscritti Raffaele Baratto, Fabio Berardini, Michaela Biancofiore, Fabiola Bologna, Emilio Carelli, Carlo Ugo De Girolamo, Guido Della Frera, Felice Maurizio D'Ettore, Manuela Gagliardi, Marco Marin, Stefano Mugnai, Martina Parisse, Guido Germano Pettarin, Elisabetta Ripani, Marco Rizzone, Lucia Scanu, Cosimo Sibilia e Giorgio Silli, provenienti dal gruppo CI.
- In data 27.06.2022 risulta fra i non iscritti Rosa Alba Testamento, proveniente dalla componente Alternativa.
- In data 28.06.2022 Francesca Troiano aderisce al gruppo IV.
- In data 28.06.2022 Fabiola Bologna, Guido Della Frera, Felice Maurizio D'Ettore, Manuela Gagliardi, Marco Marin, Stefano Mugnai, Elisabetta Ripani, Cosimo Sibilia, Giorgio Silli, Guido Germano Pettarin e Simona Vietina costituiscono la componente Vinciamo Italia - Italia al Centro.
- In data 07.07.2022 Raffaele Baratto, Fabio Berardini, Michaela Biancofiore, Carlo Ugo De Girolamo, Martina Parisse, Marco Rizzone e Lucia Scanu costituiscono la componente CI.
- in data 12.07.2022 Emilio Carelli aderisce al gruppo IpF.
- In data 16.07.2022 l'insieme dei deputati non iscritti aumenta di un'unità per l'adesione di Michaela Di Donna, proclamata eletta in surrogazione di Elio Vito (già appartenente al gruppo FI).
- In data 21.07.2022 Francesco Zicchieri aderisce al gruppo IV.
- In data 21.07.2022 risultano fra i non iscritti Mariastella Gelmini e Renato Brunetta, provenienti dal gruppo FI.
- In data 25.07.2022 risultano fra i non iscritti Anna Lisa Baroni e Roberto Caon, provenienti dal gruppo FI.
- In data 26.07.2022 risulta fra i non iscritti Giuseppina Versace, proveniente dal gruppo FI.
- In data 27.07.2022 risultano fra i non iscritti Rossella Sessa e Mara Carfagna, provenienti dal gruppo FI.
- In data 28.07.2022 risultano fra i non iscritti Alessandra Carbonaro e Niccolò Invidia, provenienti dal gruppo M5S.
- In data 28.07.2022 risulta fra i non iscritti Luigi Casciello, proveniente dal gruppo FI.
- In data 29.07.2022 risultano fra i non iscritti Maurizio Cattoi, Davide Crippa e Federico D'Incà, provenienti dal gruppo M5S.
- In data 31.07.2022 risulta fra i non iscritti Federica Dieni, proveniente dal gruppo M5S.
- In data 01.08.2022 risulta fra i non iscritti Paolo Russo, proveniente dal gruppo FI.
- In data 09.08.2022 Federica Dieni aderisce al gruppo IV.
- In data 09.08.2022 risulta fra i non iscritti Sabrina De Carlo, proveniente dal gruppo M5S.
- In data 25.08.2022 risulta fra i non iscritti Giorgio Trizzino, proveniente dal gruppo Azione - +Europa - RI.
- In data 05.09.2022 risulta fra i non iscritti Antonio Pentangelo, proveniente dal gruppo FI.
- In data 05.09.2022 risulta fra i non iscritti Antonio Lombardo, proveniente dal gruppo IpF.
- In data 08.09.2022 risulta fra i non iscritti Margherita Del Sesto, proveniente dal gruppo IpF.
- In data 13.09.2022 risulta fra i non iscritti Matteo Dall'Osso, proveniente dal gruppo FI.
- In data 14.09.2022 risultano fra i non iscritti Vincenza Labriola e Veronica Giannone, provenienti dal gruppo FI.
- In data 15.09.2022 risulta fra i non iscritti Francesco Zicchieri, proveniente dal gruppo IV.
- In data 06.10.2022 risulta fra i non iscritti Francesco Berti, proveniente dal gruppo IpF.

## Organizzazione interna ai gruppi
| Presidente | Vicepresidenti | Segretari/segretari d'aula | Tesorieri |
| Movimento 5 Stelle | Movimento 5 Stelle | Movimento 5 Stelle | Movimento 5 Stelle |
| --- | --- | --- | --- |
| - Francesco Silvestri (dal 29.07.2022) - Luigi Gallo (dal 27.07.2022) - Davide Crippa (dal 12.12.2019) - Francesco D'Uva (fino al 03.10.2019) - Giulia Grillo (fino al 01.06.2018) | - Valentina Barzotti (dal 04.02.2021) - Valentina D'Orso (dal 16.12.2021) - Luigi Gallo (dal 22.02.2022) - Filippo Scerra (dal 22.01.2020 al 22.02.2022 e dal 13.07.2022) - Luca Sut (dal 24.03.2022) - Iolanda Di Stasio (dal 22.02.2022 al 21.06.2022) - Giuseppe L'Abbate (dal 17.03.2021 al 24.03.2022) - Cosimo Adelizzi (dal 04.02.2021 al 22.02.2022) - Elisa Tripodi (dal 04.02.2021 al 10.12.2021) - Ilaria Fontana (dal 16.01.2020 al 17.03.2021) - Bernardo Marino (dal 18.02.2020 al 04.02.2021) - Angela Salafia (dal 22.01.2020 al 04.02.2021) - Adriano Varrica (dal 20.07.2018 al 18.02.2020) - Azzurra Cancelleri (dal 15.06.2018 al 22.01.2020) - Federica Dieni (dal 15.06.2018 al 22.01.2020) - Alberto Zolezzi (fino al 16.01.2020) - Francesco Silvestri (fino al 20.07.2018) - Giuseppe Brescia (fino al 15.06.2018) - Maria Edera Spadoni (fino al 15.06.2018) Vicepresidenti vicari: - Carmela Grippa (dal 29.07.2022) - Alessandra Carbonaro (dal 10.12.2021 al 27.07.2022) - Riccardo Ricciardi (dal 12.12.2019 al 10.12.2021) - Francesco Silvestri (dal 20.07.2018 al 12.12.2019) - Giuseppe Brescia (dal 15.06.2018 al 20.07.2018) - Laura Castelli (fino al 15.06.2018) | - Stefania Ascari (dal 29.07.2022) - Carmen Di Lauro (dal 29.07.2022) - Riccardo Olgiati (dal 29.07.2022) - Nicola Provenza (dal 12.12.2019 al 29.07.2022) - Elisa Tripodi (dal 10.12.2021 al 29.07.2022) - Maria Soave Alemanno (dal 12.12.2019 al 21.07.2022) - Antonio Federico (dal 12.12.2019 al 10.12.2021) - Cosimo Adelizzi (dal 15.06.2018 al 12.12.2019) - Daniele Del Grosso (fino al 12.12.2019) - Davide Zanichelli (dal 15.06.2018 al 12.12.2019) - Azzurra Cancelleri (fino al 15.06.2018) - Francesco D'Uva (fino al 08.06.2018) | - Luca Carabetta (dal 29.07.2022) - Francesca Galizia (dal 10.12.2021 al 29.07.2022) - Francesco Silvestri (dal 12.12.2019 al 10.12.2021) - Sergio Battelli (fino al 12.12.2019) |
| Lega per Salvini Premier | | | |
| - Riccardo Molinari (dal 14.06.2018) - Giancarlo Giorgetti (fino al 01.06.2018) | - Dimitri Coin (dal 22.06.2018) - Alessandro Pagano (dal 22.06.2018) - Massimo Bitonci (dal 18.04.2018 al 22.06.2018) - Ugo Parolo (dal 22.06.2018) - Francesco Zicchieri (dal 18.04.2018 al 17.05.2022) - Edoardo Rixi (dal 18.04.2018 al 22.06.2018) - Riccardo Molinari (dal 18.04.2018 al 14.06.2018) Vicepresidente vicario: - Fabrizio Cecchetti (dal 14.06.2018) - Nicola Molteni (fino al 14.06.2018) | – | - Leonardo Tarantino (dal 30.06.2022) - Massimiliano Capitanio (dal 22.06.2018 al 27.05.2022) - Massimo Garavaglia (fino al 22.06.2018)                                          |
| Partito Democratico | | | |
| - Debora Serracchiani (dal 30.03.2021) - Graziano Delrio (fino al 30.03.2021) | - Marina Berlinghieri (dal 08.04.2021) - Piero De Luca (dal 08.04.2021) - Roberto Morassut (dal 08.04.2021) - Michele Bordo (dal 24.07.2019 al 08.04.2021) - Chiara Gribaudo (dal 18.04.2018 al 08.04.2021) - Fabio Melilli (dal 24.07.2019 al 21.02.2020) Vicepresidente vicario: - Alessia Rotta (dal 18.04.2018 al 08.04.2021) | - Beatrice Lorenzin (dal 08.04.2021) - Stefania Pezzopane (dal 18.04.2018) - Flavia Piccoli Nardelli (dal 08.04.2021) - Barbara Pollastrini (dal 24.07.2019) - Diego Zardini (dal 08.04.2021) - Rosa Maria Di Giorgi (dal 24.07.2019 al 08.04.2021) - Stefano Lepri (dal 18.04.2018 al 08.04.2021) - Antonio Viscomi (dal 18.04.2018 al 08.04.2021) - Elena Carnevali (dal 18.04.2018 al 21.02.2020) - Alessia Morani (dal 18.04.2018 al 21.02.2020) - Luciano Nobili (dal 24.07.2019 al 19.09.2019) - Enrico Borghi (dal 18.04.2018 al 24.07.2019) - Emanuele Fiano (dal 18.04.2018 al 24.07.2019) Segretari d'aula: - Emanuele Fiano (dal 24.07.2019) - Enrico Borghi (dal 24.07.2019 al 08.04.2021) | - Luca Rizzo Nervo (dal 23.06.2021) - Andrea De Maria (dal 18.04.2018 al 23.06.2021)                                                                                             |
| Forza Italia | | | |
| - Paolo Barelli (dal 20.10.2021) - Roberto Occhiuto (dal 16.02.2021 al 05.10.2021) - Mariastella Gelmini (fino al 13.02.2021)                                                      | - Simone Baldelli (dall'11.04.2018) - Raffaele Nevi (dal 31.03.2021) - Matteo Perego di Cremnago (dal 31.03.2021) - Catia Polidori (dall'11.04.2018) - Claudia Porchietto (dal 31.03.2021) - Roberto Rosso (dal 31.03.2021) - Gianfranco Rotondi (dall'11.04.2018) - Annaelsa Tartaglione (dal 31.03.2021) - Paolo Russo (dal 31.03.2021 al 01.08.2022) - Elio Vito (dall'11.04.2018 al 13.07.2022) - Stefano Mugnai (dall'11.04.2018 al 27.05.2021) Vicepresidenti vicari: - Valentino Valentini (dal 10.03.2021) - Roberto Occhiuto (dall'11.04.2018 al 10.03.2021) | – | - Lorena Milanato (dall'11.04.2018) |
| Fratelli d'Italia | | | |
| - Francesco Lollobrigida (dal 28.06.2018) - Fabio Rampelli (fino al 13.06.2018) | - Wanda Ferro (dal 17.07.2018) - Tommaso Foti (dal 04.07.2018 al 17.07.2018) Vicepresidente vicario: - Tommaso Foti (dal 17.07.2018) | – | – |
| Liberi e Uguali | | | |
| - Federico Fornaro | – | – | - Erasmo Palazzotto (fino al 16.03.2022) |
| Italia Viva | | | |
| - Maria Elena Boschi | Vicepresidente vicario - Marco Di Maio (dal 29.03.2021) - Luigi Marattin (dal 23.09.2019 al 29.03.2021) | Segretari d'aula: - Silvia Fregolent (dal 02.12.2019) - Massimo Ungaro (dal 29.03.2021) - Camillo D'Alessandro (dal 02.12.2019 al 29.03.2021) | - Mauro Del Barba (dal 23.09.2019) |
| Coraggio Italia | | | |
| - Marco Marin | - Emilio Carelli - Manuela Gagliardi - Marco Rizzone - Cosimo Sibilia - Gianluca Rospi (fino al 18.11.2021) Vicepresidente vicario: - Stefano Mugnai | - Fabio Berardini - Simona Vietina (fino al 16.06.2022) - Osvaldo Napoli (fino al 17.03.2022) | - Guido Germano Pettarin |
| Insieme per il futuro - Impegno Civico | | | |
| - Iolanda Di Stasio | - Marialuisa Faro Vicepresidente vicario: - Pasquale Maglione | – | - Gianluca Vacca |
| Gruppo misto | | | |
| - Manfred Schullian | - Fabio Berardini - CI (dal 07.07.2022) - Andrea Colletti - Alternativa (dal 24.02.2021) - Renate Gebhard - ML (dal 18.04.2018) - Mara Lapia - CD (dall'11.03.2021) - Maurizio Lupi - NCI-USEI-R-ADC (dal 29.03.2018) - Riccardo Magi - A-+E-RI (dal 26.11.2020) - Rossella Muroni - MAIE-PSI-FE (11.03.2021 al 29.07.2021 e dal 18.07.2022) - Guido Germano Pettarin - VI-IC (dal 12.07.2022) - Cristian Romaniello - EV-VE (dal 10.02.2022) - Simona Suriano M-PaP-PRC (dal 09.02.2022) - Marco Marin (dal 29.06.2022 al 11.07.2022) - Antonio Tasso (dal 12.09.2019 al 07.02.2022) - Giorgio Silli (dal 17.02.2021 al 27.05.2021) - Alessandro Fusacchia (dal 03.04.2018 al 10.03.2021) - Gianluca Rospi (dal 06.05.2020 al 26.01.2021 e dal 10.02.2021 al 16.02.2021) - Claudio Pedrazzini (dal 17.10.2019 al 17.12.2019) - Catello Vitiello (dal 09.05.2019 al 17.10.2019) - Beatrice Lorenzin (dal 03.04.2018 al 23.09.2019) - Mario Borghese (dal 19.02.2019 al 12.09.2019) - Salvatore Caiata (dal 20.04.2018 al 18.02.2019 e dal 18.04.2019 al 09.05.2019) - Guglielmo Epifani (dal 28.03.2018 al 10.04.2018)                                                                                 | – | - Fausto Longo (MAIE-PSI-FE) (dal 18.04.2018) |